# Phantasialand
Phantasialand is een attractiepark in het Duitse Brühl ten zuidwesten van Keulen. Het attractiepark is begonnen als sprookjespark en inmiddels uitgegroeid tot een van de best bezochte attractieparken van Europa.

## Geschiedenis

### Het begin

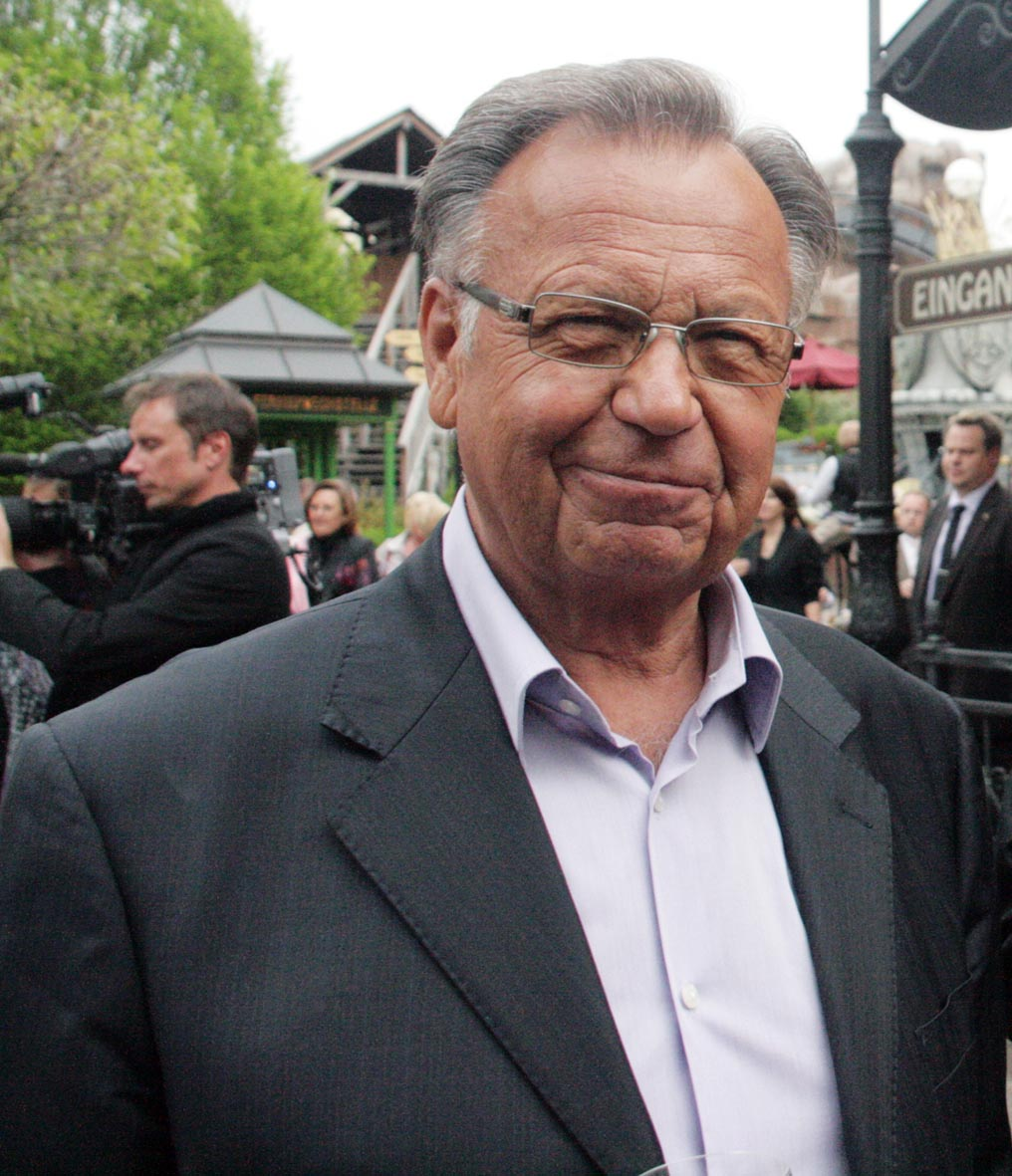
Gottlieb Löffelhardt in 2010 tijdens een bezoek aan het attractiepark

De Duitser Richard Schmidt was in de jaren 60 van de 20e eeuw geregeld bij de ZDF op de televisie te zien met zijn zelfgemaakte poppen. De poppen en het decor verdwenen uiteindelijk in het archief tot ongenoegen van Richard Schmidt. Richard riep de hulp in van zijn vriend en zakenman Gottlieb Löffelhardt. Samen kochten ze een stuk grond bij Brühl, waar Schmidt zijn poppen tentoon kon stellen als sprookjesfiguren. Hiervoor werden diverse gebouwen neergezet waarin sprookjesscènes uitgebeeld werden. Beide heren bleven eigenaar van het attractiepark. Löffelhardt was de financieel directeur en Schmidt de creatief directeur. Op het terrein van het attractiepark bevond zich vroeger een bruinkoolmijn. De vijver in het noordwesten van het attractiepark is hier een restant van.
Op 30 april 1967 opende Phantasialand de deuren voor bezoekers. Buiten het sprookjespark waren er ook attracties zoals een oldtimerbaan, een rondvaart- en een rondritattractie. Het openingsjaar trok 400.000 bezoekers. In 1968 kwamen er in het attractiepark botsauto's en een waterbassin waarin dolfijnenshows werden opgevoerd.

### Van sprookjespark naar attractiepark
In 1970 werd de hangende darkride gondelbahn 1001 Nacht geopend. Dit was de eerste darkride van Duitsland in een attractiepark, gebouwd in samenwerking met Anton Schwarzkopf. Ook werd het themagebied Alt Berlin gerealiseerd. Een hoofdstraat in het park naar voorbeeld van Disney's Main Street U.S.A. grenzend aan de nieuwe hoofdentree. Het themagebied zou oorspronkelijk een hoofdstraat in Parijse sferen moeten worden, echter werd hiervan afgezien, omdat Parijs 'in de buurt' lag. Daarom werd het vooroorlogse Berlijn nagebouwd, als herinnering aan het oude Berlijn dat in de tweede wereldoorlog weggebombardeerd was. Beide oprichters van het park hadden vroeger in het oude Berlijn gewoond en/of gewerkt. In Alt Berlin werden diverse winkels en horeca gerealiseerd. Bij de entree kwam een fontein, de Neptunusbrunnen.
In de daaropvolgende jaren werd er geïnvesteerd in nieuwe sprookjes en de paden in het park, zodat het park toegankelijker werd voor rolstoelgebruikers. Ook werd het park uitgebreid in zuidelijke richting. Daartoe werd er over de Lenterbachweg een brug aangelegd. In 1974 werd het themagebied Silver City geopend, tezamen met de boomstamattractie Stonewash en Wildwash Creek. Dit was de eerste boomstamattractie van Duitsland. Ook werd de monorail Phantasialand Jet geopend. In 1975 opende het attractiepark de Bobbahn, de eerste achtbaan van het attractiepark. Later werd deze achtbaan omgedoopt in Gebirgsbahn. Vanwege klachten van geluidsoverlast door omwonenden werd de achtbaan in 1976 overdekt met kunststofplaten in de vorm van rotsen. In 1978 opende de gemotoriseerde achtbaan Grand Canyon Bahn. Het jaar daarop werd de attractie Piraten Halle getroffen door een brand. De attractie werd vervangen door Wikinger Bootsfahrt.
Na twee jaar bouwen opende Phantasialand in 1981 het 25 miljoen DM kostende themagebied China Town. Het was het grootste project voor het park sinds de opening en kreeg zelfs een erkenning vanuit China. Voor de bouw werden 1,3 miljoen bouwstenen geïmporteerd uit China. Onder het themagebied werd de tweede darkride van het attractiepark geopend: Geister Rikscha. Bovengronds bevonden zich een theater, winkels en horeca. In 1984 opende het attractiepark opnieuw een darkride met de naam Silbermine in het themagebied Silver City. Het gebouw waar de darkride zich in bevond, deelde de ruimte met horeca en winkels van het themagebied China Town.
In 1986 opende het attractiepark een paar kleinschalige attracties, waaronder de attractie condor. In 1988 werd de overdekte achtbaan Space Center geopend op de bovenste verdieping van een grote loods. Twee jaar later, in 1990, werd op de onderste verdieping de darkride Hollywood Tour geopend. Om beide attracties te realiseren werden er diverse attracties uit de beginjaren van Phantasialand afgebroken, waaronder de Wild West trein en de oldtimerbaan. De boomstamattractie werd in 1991 in tweeën gesplitst om de capaciteit te verhogen. Hierdoor ontstonden twee losse attracties. In 1993 werd de attractie Walzertraum geopend, een rondvaartattractie die gebouwd is onder het buitengedeelte van Gondelbahn 1001 Nacht. Een jaar daarop kwam Galaxy erbij, een opvallende gouden koepel waarin zich simulators bevonden. Er werden in de loop der jaren verschillende films afgespeeld in de attractie.
Op 11 mei 1996 werd de achtbaan Colorado Adventure geopend door Michael Jackson. De achtbaan was geïnspireerd op de Disney-attractie Big Thunder Mountain Railroad. In 1998 nam Robert Löffelhardt, de zoon van de oprichter, de leiding van het park over. Er werd een dubbeldeks draaimolen geopend in Alt Berlin en de attractie Wikinger Bootsfahrt werd afgebroken. Een nieuwe attractie was Mystery Castle. Er brak brand uit bij de attractie Colorado Adventure, waardoor de achtbaan gesloten moest blijven. In 1999 vond er een brandstichting plaats in het themagebied China Town.
In 2000 wordt de achtbaan Space Center omgebouwd naar een ander thema en ging daarna verder onder de naam Temple of the Night Hawk. Een jaar later werd het attractiepark opnieuw door een brand getroffen. De brand ontstond in de Grand Canyon Bahn en verwoestte de achtbaan inclusief de Gebirgsbahn en diverse omliggende gebouwen compleet. 70 personen raakten lichtgewond. Het gehele gebied werd vervolgens afgebroken, waarvoor het attractiepark twee weken gesloten bleef. De schade bedroeg 38 miljoen DM. Op de locatie van de voormalige achtbanen verrees een jaar later de rapid river River Quest. De restanten van het Tanagra Theater, dat ook door de brand verwoest was, werden gebruikt om de attractie Feng Ju Palace te huisvesten.
In 2002 ging het indoor themagebied Wuze Town open, waarin zich de attracties: Winja's Fear & Winja's Force en Tittle Tattle Tree bevinden.
In 2003 ging Hotel PhantAsia open, het huidige Ling Bao, in Chinese stijl. Het was het grootste Chinese gebouwencomplex buiten China. In 2004 opent het attractiepark een tipidorp als overnachtingsmogelijkheid. Tevens werd dit jaar de attractie Crazy Loop gesloten. Een jaar later werd de attractie Galaxy omgebouwd naar Race for Atlantis.

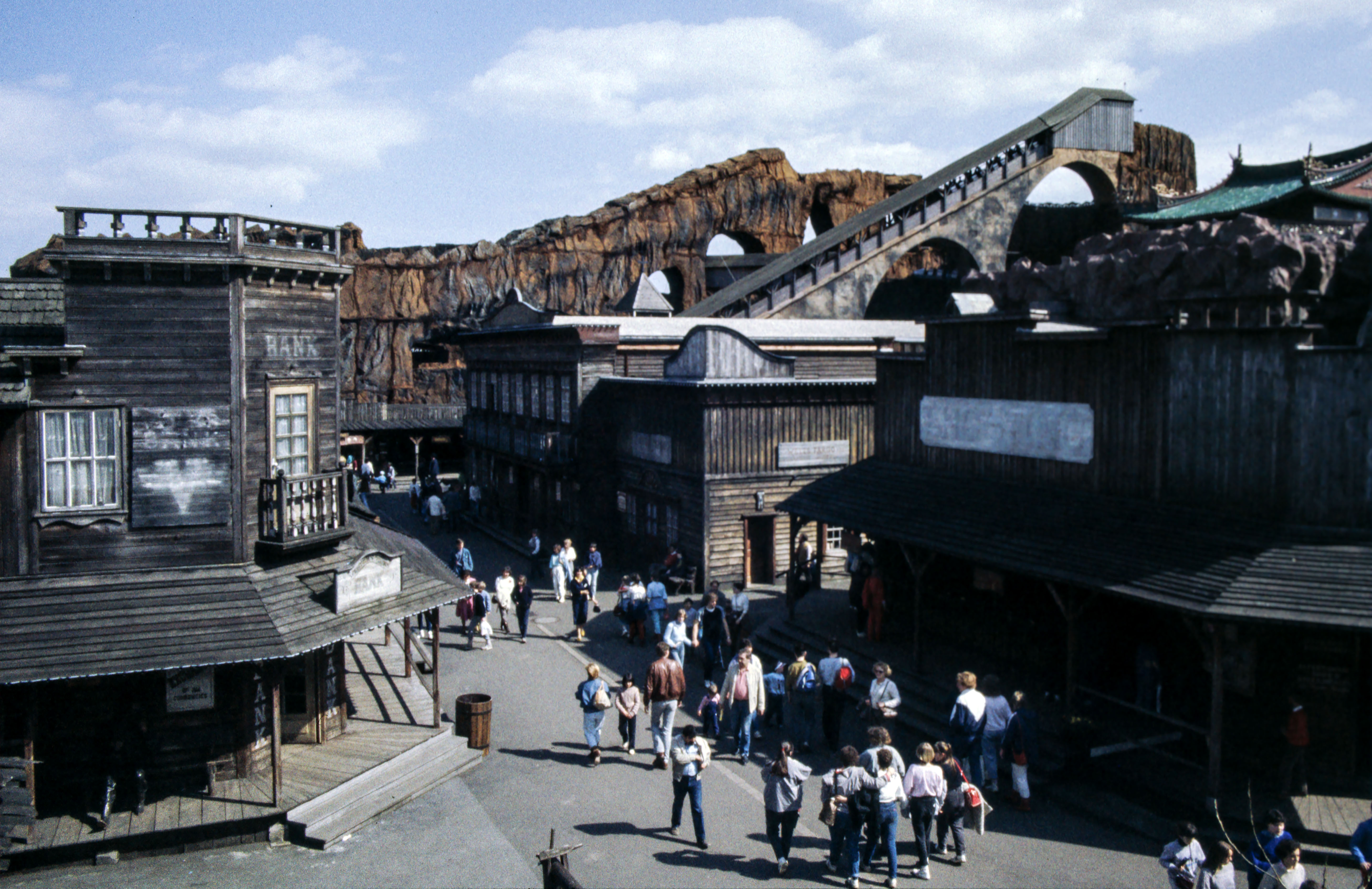
Het themagebied Silver City in 1984
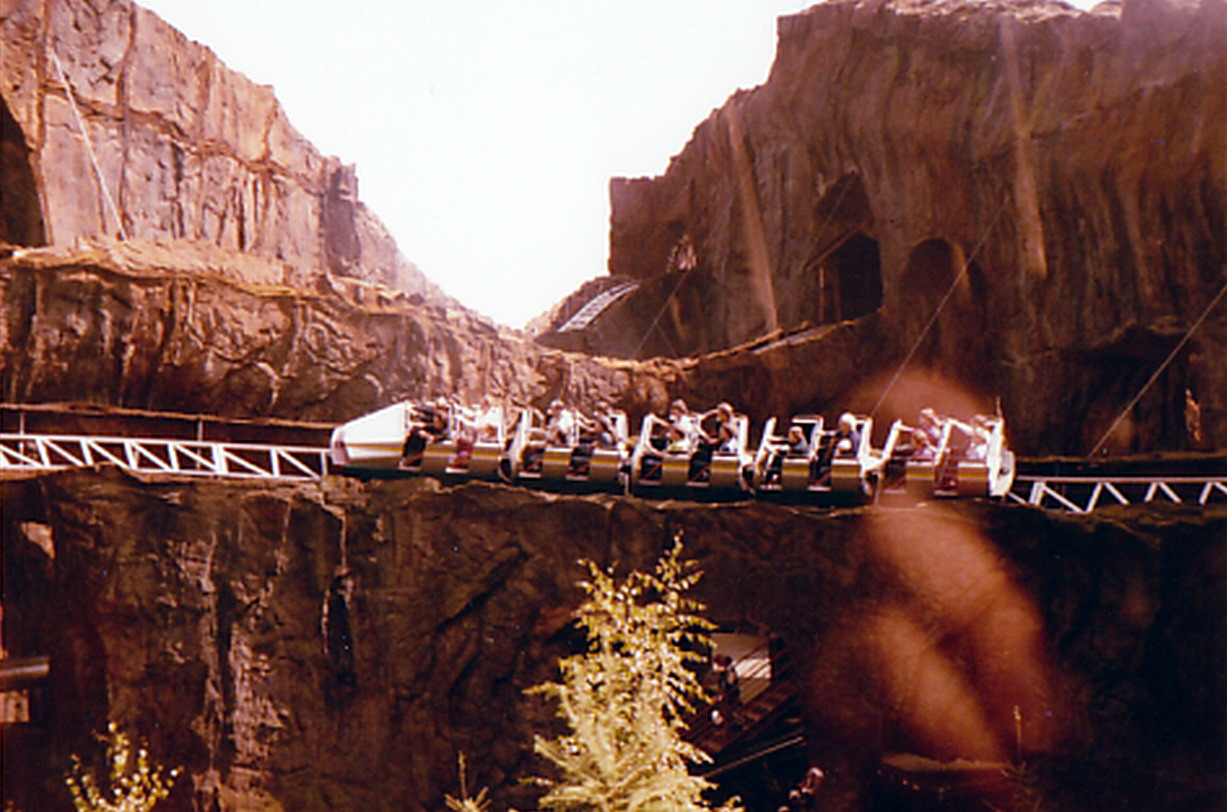
Gebirgsbahn in 1981
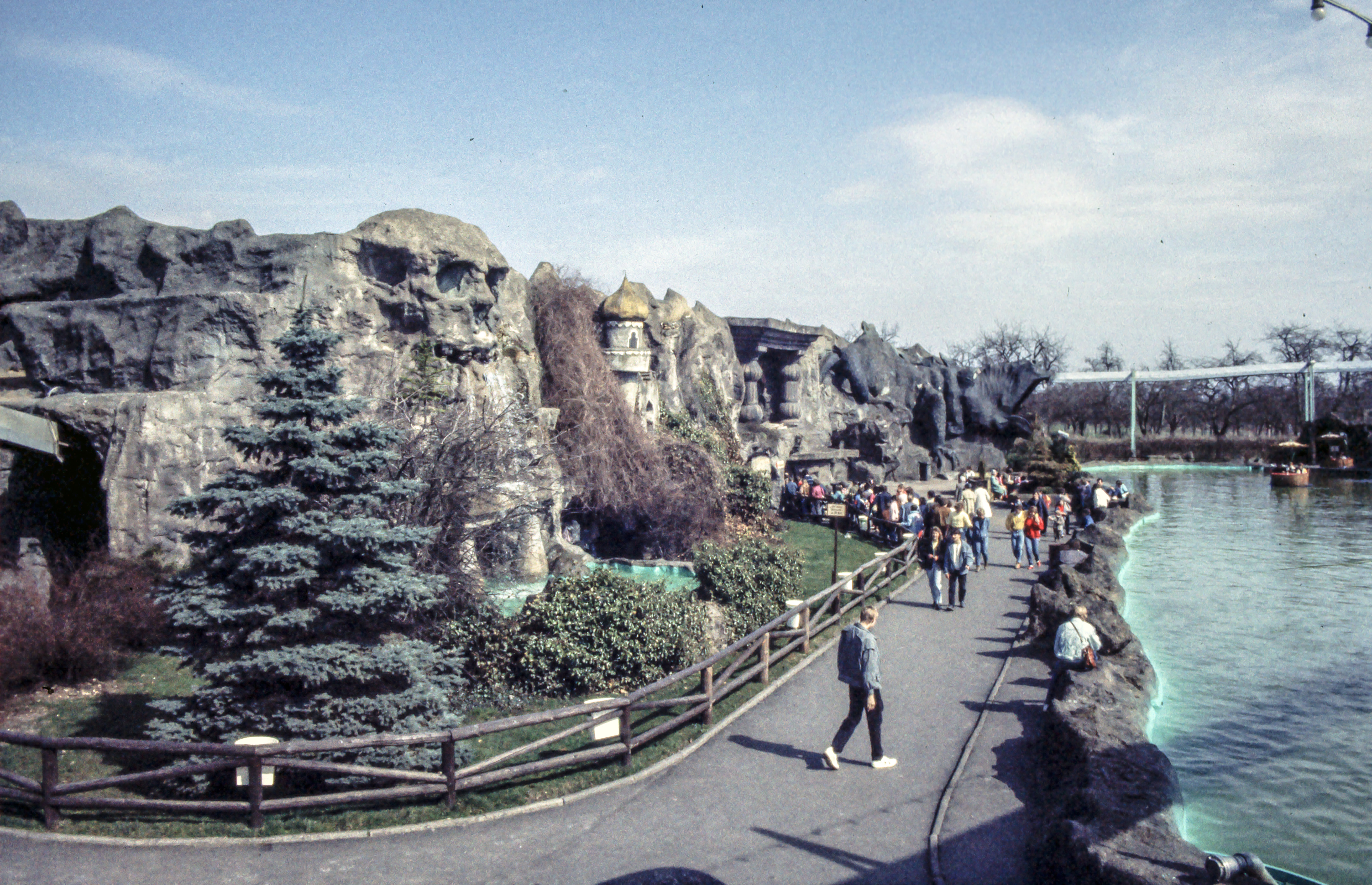
Exterieur van Gondelbahn 1001 Nacht in 1984
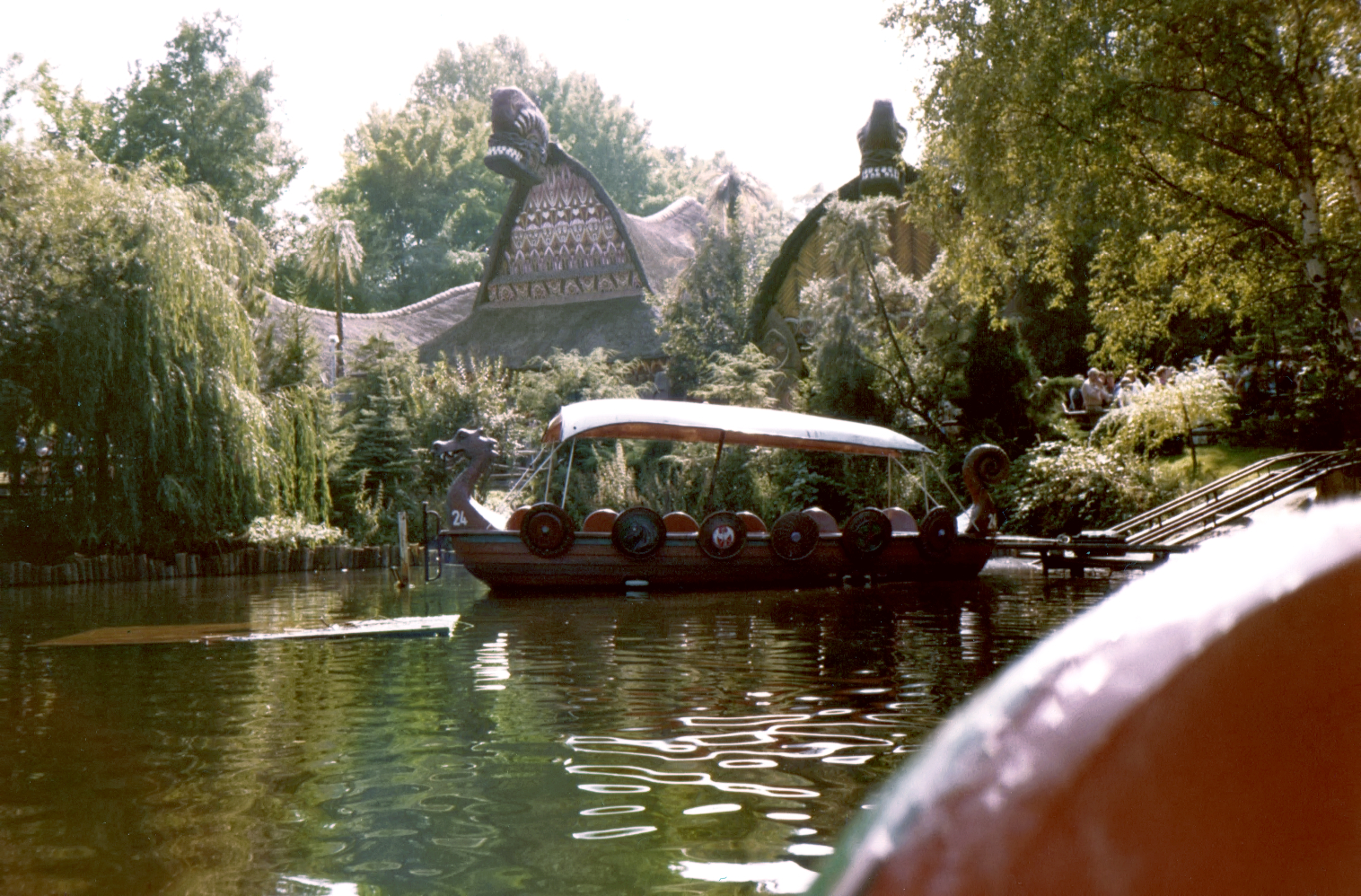
Wikinger Bootsfahrt in 1981
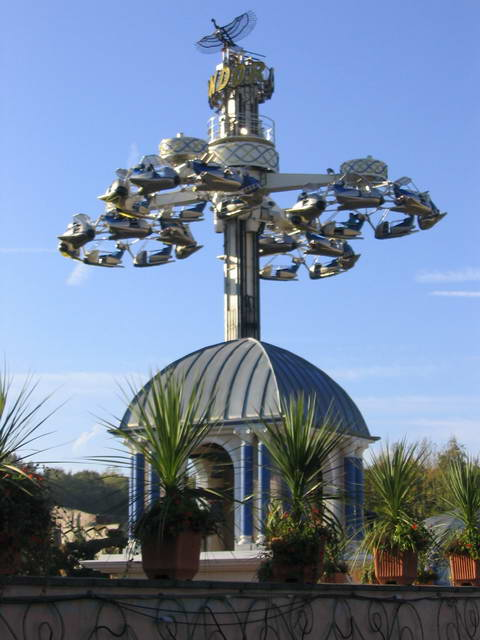
De attractie Condor in 2003

### Ruimtegebrek
In de loop der jaren heeft het attractiepark geprobeerd uit te breiden door nieuwe grond te kopen. Dit stuit vaak op weerstand van omwonenden en natuurorganisaties. Tegen de oostelijke parkgrens bevinden zich woonhuizen, aan het zuiden grenst een snelweg en aan de overige kanten liggen natuurgebieden. Begin jaren 00 kreeg het attractiepark een stuk grond van 19 hectare tegenover de hoofdentree. Dit gebied wordt nu gebruikt als parkeerterrein. Om het ruimtegebrek op te lossen werden diverse oude attracties afgebroken om plaats te maken voor vernieuwingen.
In 2006 wordt het themagebied Deep in Africa geopend met als blikvanger de achtbaan Black Mamba. Voor deze immense uitbreiding werd de personeelsparkeerplaats opgeheven. Het project kostte 22 miljoen euro. Hetzelfde jaar werd de attractie Condor gesloten en afgebroken, zodat een jaar later op dezelfde locatie topspin Talocan geopend kon worden.
In 2008 werd de Phantasialand Jet afgebroken en een jaar later werd de replica van de Brandenburger Tor in Alt Berlin afgebroken. Op de plek waar de Neptunesfontein stond, werd het dubbeldekscarrousel geplaatst. Phantasialand opende ook een tweede hotel, het Matamba Hotel, dat grenst aan het themagebied Deep in Africa. Een jaar later werden diverse kinderattracties in Alt Berlin geopend en in de vijver bij Wuze Town kwam de splash battle Wakobato. De attracties Walzertraum en Gondelbahn 1001 Nacht werden afgebroken. In 2010 kwamen in Wuze Town diverse kinderattracties zoals de monorail Würmling Express en de Der lustige Papagei. Tevens eindigde Phantasialand dit jaar samen met de attractieparken Alton Towers en Dollywood in de finale voor de Applause Award. Uiteindelijk won het Amerikaanse Dollywood.
In 2011 werd de Kaiserplatz aan het eind van de hoofdstraat in Alt Berlin gecreëerd, de voormalige locatie van de attracties Walzertraum en Gondelbahn 1001 Nacht. Op het plein kwam een zweefmolen. Aan de rand van het plein werd de interactieve darkride Maus au Chocolat geopend, tezamen met diverse horecagelegenheden en een souvenirwinkel. Op 16 mei overleed een bezoeker tijdens een rit in de achtbaan Black Mamba aan een hartstilstand. In 2011 werden ook nog de boomstamattracties Stonewash en Wildwash Creek afgebroken om plaats te maken voor een nieuwe boomstamattractie. In de helix van de achtbaan Colorado Adventure kwamen twee kleine vrije valattracties onder de naam Tikal. Op 7 juli 2011 kwam, medeoprichter van het attractiepark, Gottlieb Löffelhardt op 76-jarige leeftijd te overlijden.
Een jaar later, in 2012, werd in Alt Berlin de cakewalk Das verrückte Hotel Tartüff geopend. In juni maakte Phantasialand bekend dat op de locatie van de voormalige boomstamattracties de attractie Chiapas gerealiseerd zal worden. Twee jaar later werd begonnen met de sloop van de darkride Silbermine en bijbehorend themagebied Silver City om plaats te maken voor nieuwigheden. Op 1 april werd de attractie Chiapas geopend, de vervanger voor Stonewash en Wildwash Creek. Op de locatie van de voormalige attractie Silbermine werd in 2015 begonnen met de bouw van een nieuw themagebied, inclusief twee achtbanen: Taron en Raik. In datzelfde jaar werd de attractie Race for Atlantis afgebroken. In 2016 werden de twee nieuwe achtbanen tezamen met het themagebied Klugheim geopend.
In 2018 werd het themagebied Deep in Africa gerenoveerd. Zo werden de decoratie en de rotsen vervangen en/of aangepast. Dit omdat het tijdens de bouw in 2005 + 2006 technisch nog niet mogelijk was bepaalde decoratie te realiseren. In 2017 werd begonnen om op de locatie van de afgebroken attractie Race for Atlantis het nieuwe themagebied Rookburgh te realiseren waar een vliegende achtbaan en een nieuw hotel werden aangekondigd.
Vanwege de coronacrisis in 2020 bleef het attractiepark aan het begin van het zomerseizoen gesloten. 29 mei ging Phantasialand weer open voor bezoekers. Echter werden er diverse maatregelen genomen: Elke bezoeker moest verplicht een mondkapje dragen, er werden verplichte looproutes gerealiseerd, iedereen diende zijn personalia achter te laten zodat bij een toekomstige uitbraak de overheid contact kon opnemen met specifieke bezoekers, alle bezoekers dienden afstand van elkaar te houden en verspreid door het gehele park waren desinfectiepunten te vinden.
In mei 2020 overleed medeoprichter Richard Schmidt op 93-jarige leeftijd. Een paar maanden later, op 17 september, werd zonder enige reclame of aankondigingen onverwachts het nieuwe sub-themagebied Rookburgh tezamen met achtbaan F.L.Y. geopend. Ook het nieuwe Hotel Charles Lindbergh werd geopend voor bezoekers.
In april 2022 overleed de Vlaming Eric Daman. Hij was jarenlang hoofdontwerper van het park en verantwoordelijk voor de transformatie van het attractiepark in de 21e eeuw.

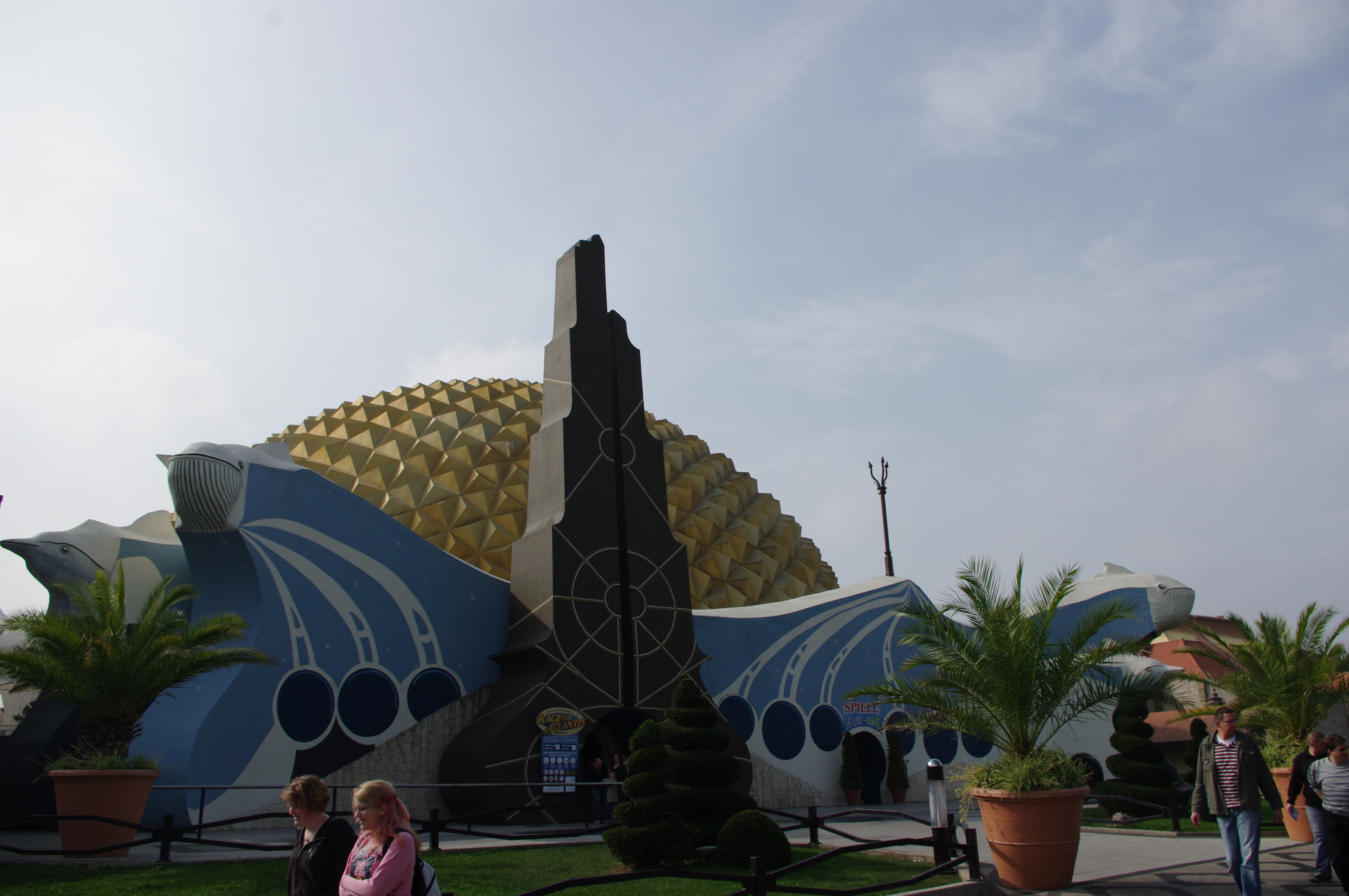
Race for Atlantis in 2009
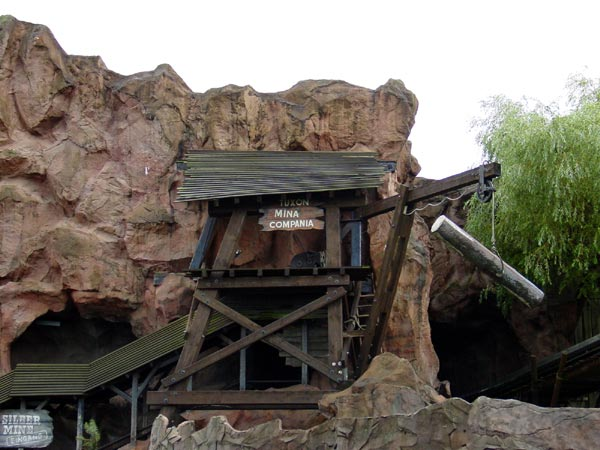
De darkride Silbermine in 2005
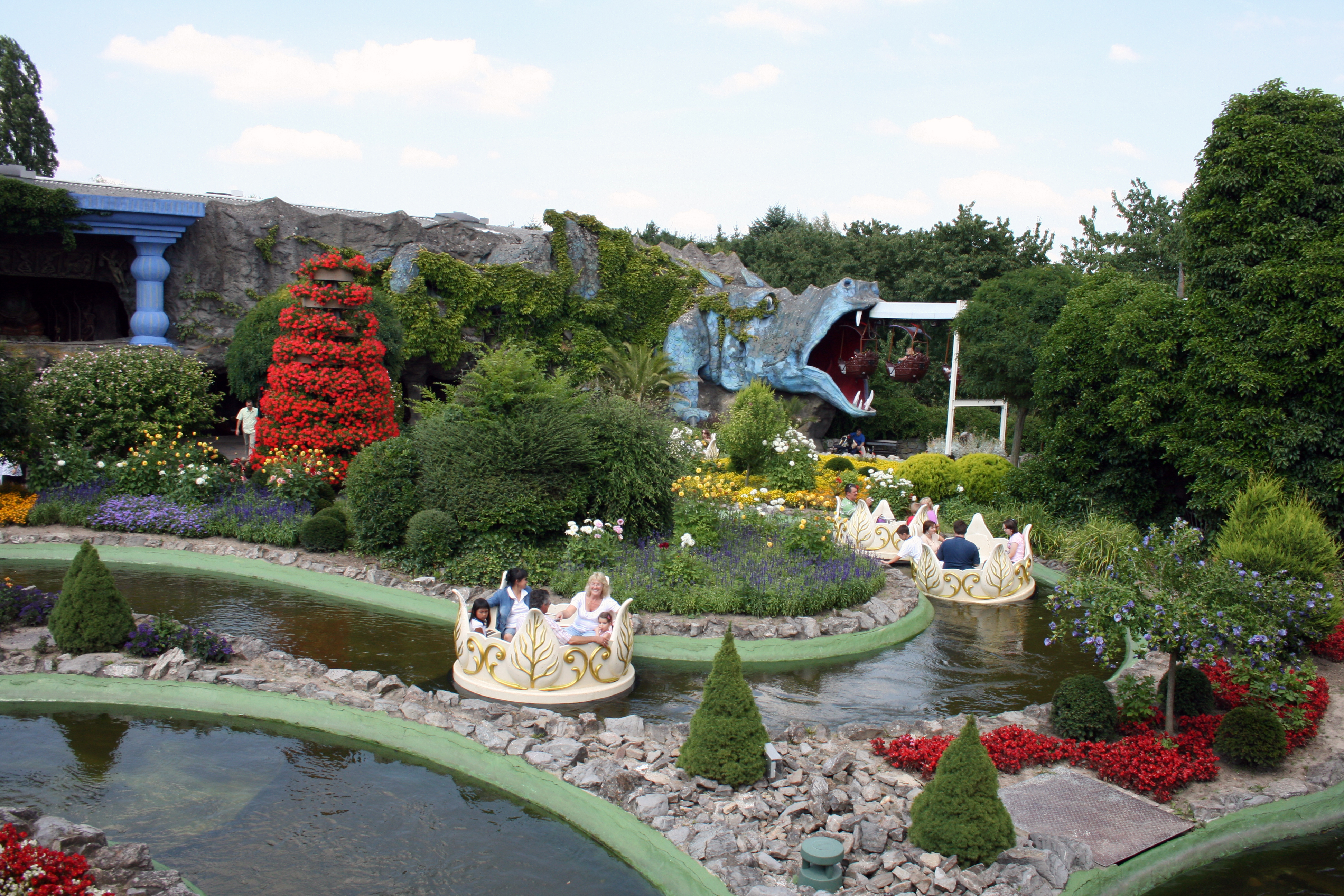
De attractie Walzertraum in 2008, vlak voor de definitieve sluiting
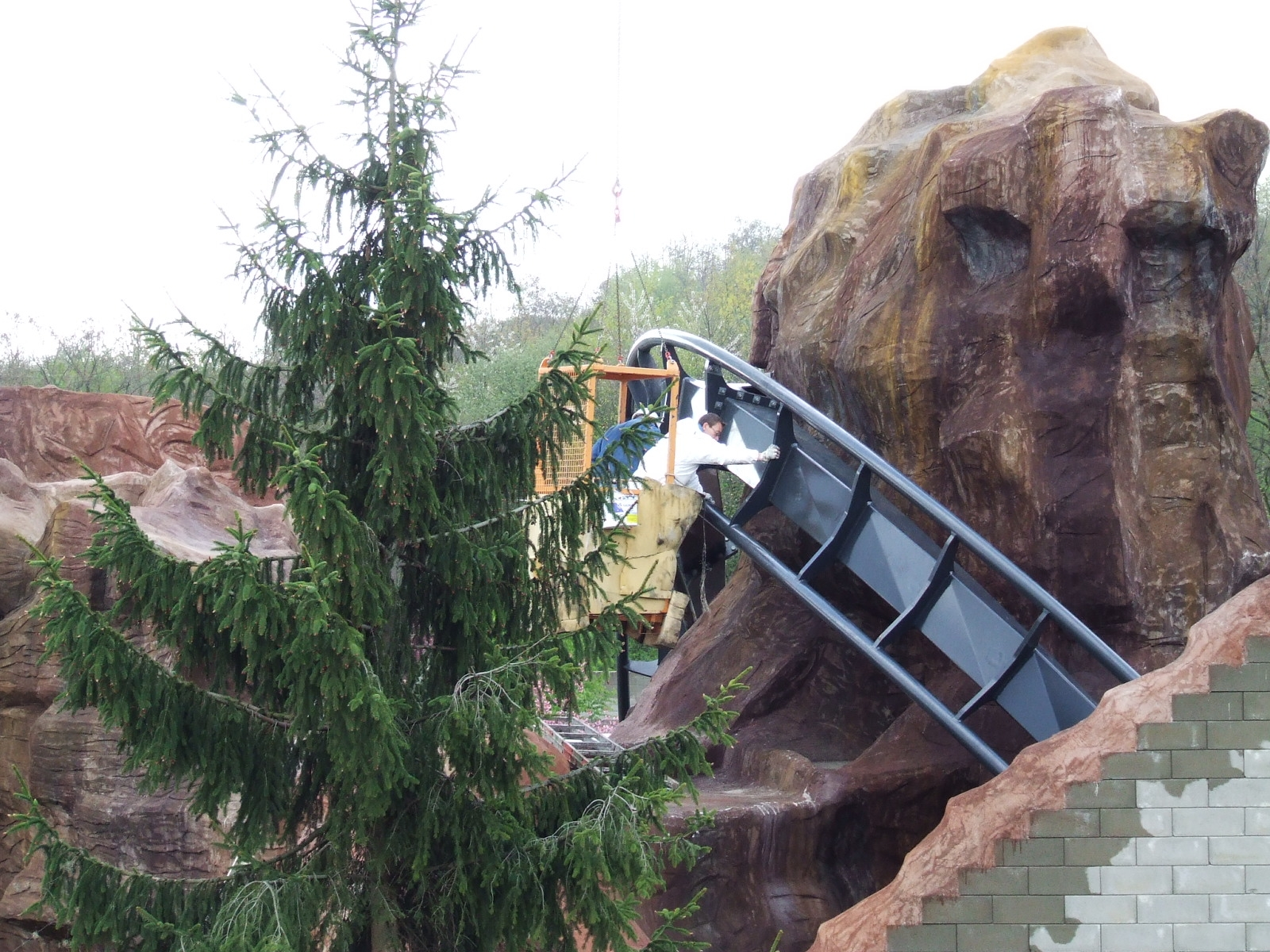
Bouwwerkzaamheden van het themagebied Deep in Africa anno 2006
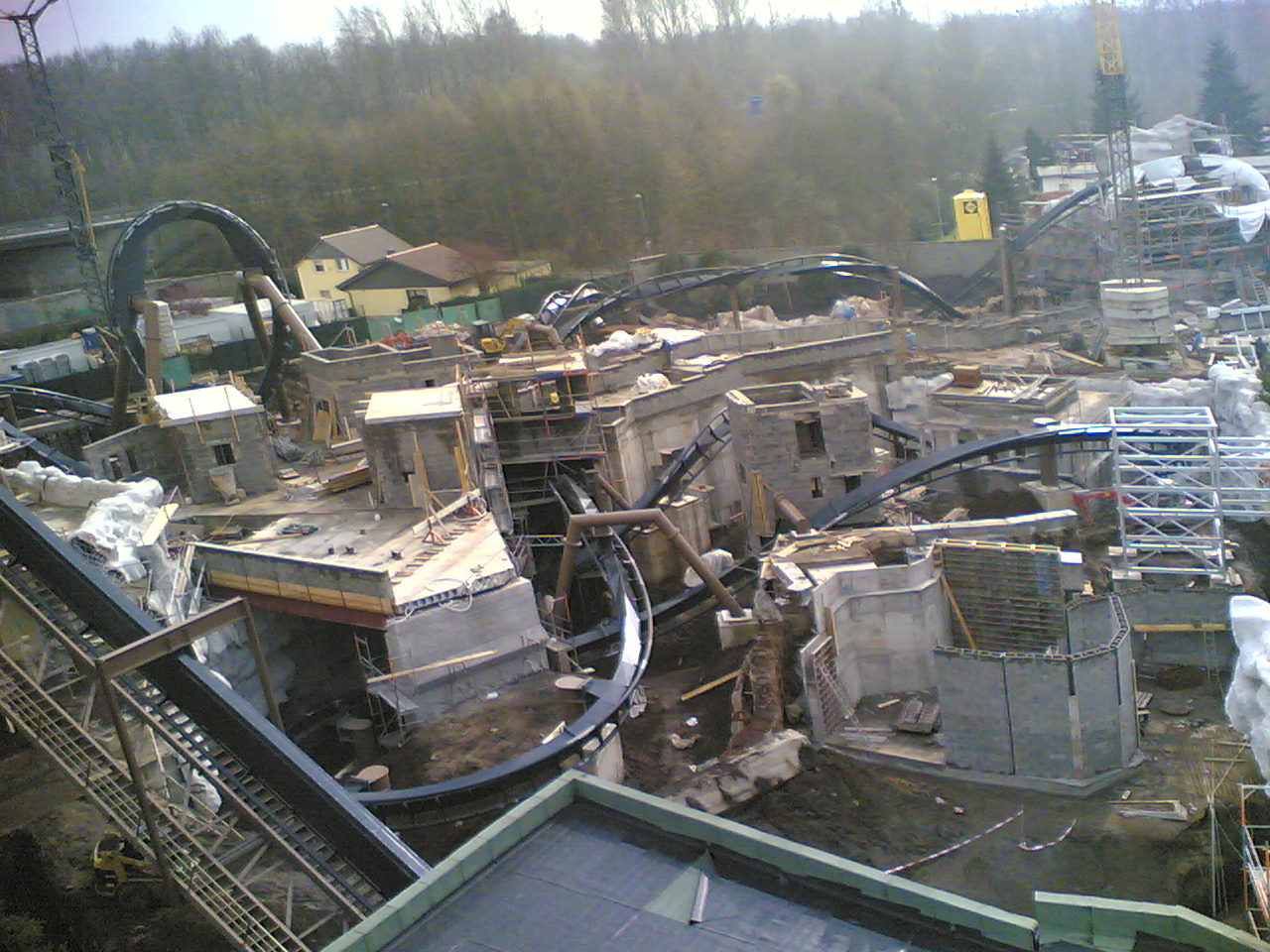
Bouwwerkzaamheden aan het themagebied Deep in Africa anno 2006
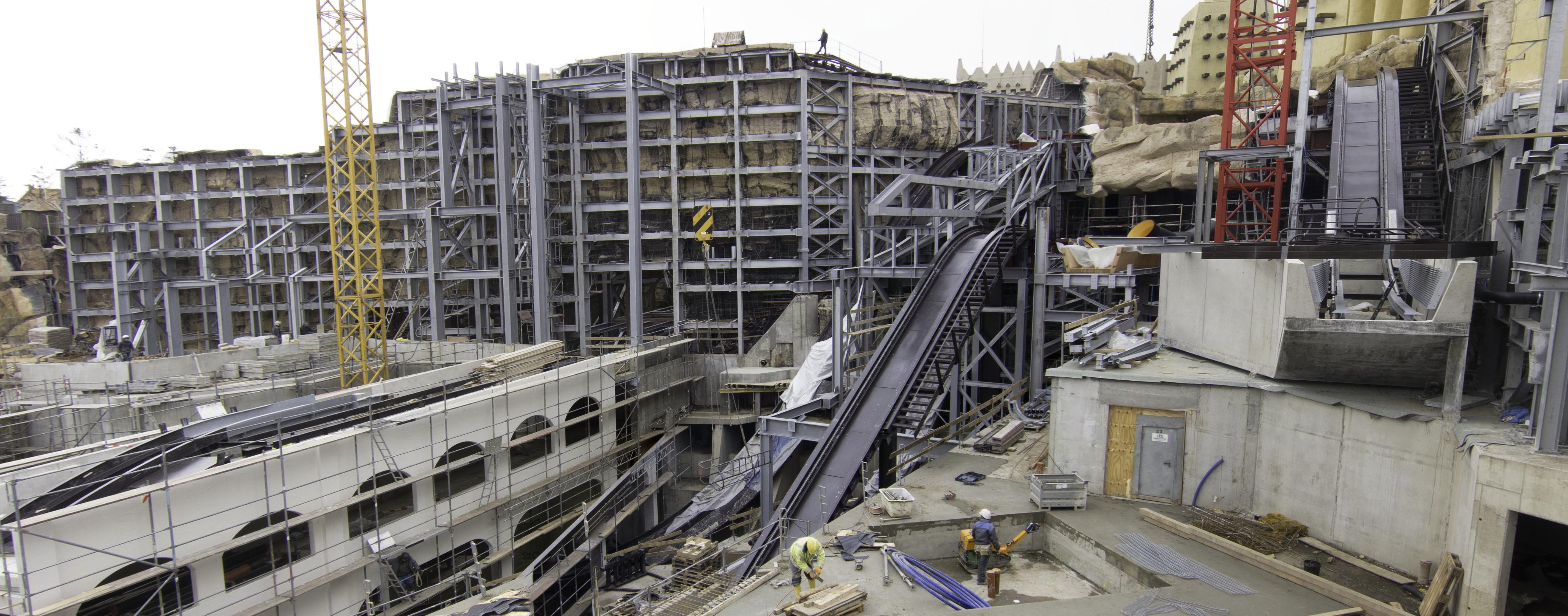
Bouw van Chiapas anno 2013
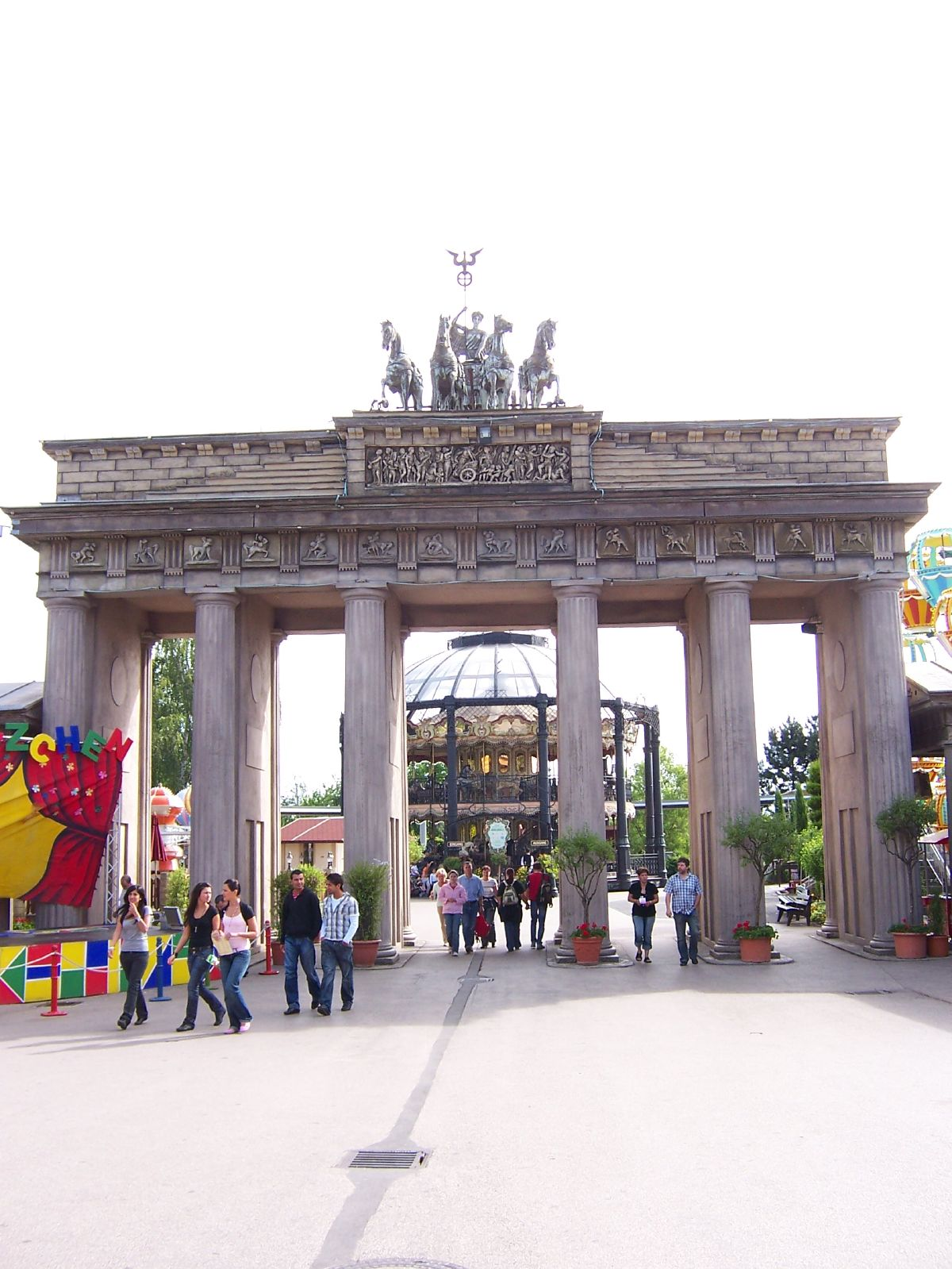
De inmiddels afgebroken Brandenburger Tor in 2005

## Attracties

### Shows
- Fantissima
- Unforgettable Volume II (verdwenen)
- Arachnomé (verdwenen)
- Street Xtreme
- Drakarium
- Asia Nights (zomerdagen)
- Mystery Dinner (winter 2010-2011)
- Die Magische Rose (winter 2010, 2011, 2012)
- Best Of Phantasialand On Ice (winter 2010-2011)
- Sieben (met Christian Farla, zomer 2011, 2012, 2013, 2014)
- Relight My Fire (ijsshow, zomer 2011, 2012, 2013)
- Crazy Christmas (winter 2011-2012)
- Jump (2017 - 2023)
- Tiempo de Fuego (winter)

## Themagebieden

### Berlin
Berlin vormt de hoofdstraat van het attractiepark, waarin zich de hoofdentree en de Kaiserplatz, een plein, bevinden. De bebouwing in de straat is gebouwd in de stijl van de Duitse stad Berlijn voor de Tweede Wereldoorlog. Hierin bevinden zich veel restaurants en winkels, maar ook het Wintergarten-theater waar regelmatig parkshows worden gegeven. Qua attracties telt het themagebied meerdere kinderattracties, waaronder een draaimolen en een kinderreuzenrad. Tevens bevindt zich er een 4D-bioscoop, de Schauspielkino, waarin de film Pirates 4D wordt getoond. Sinds 2012 zetelt de attractie Das verrückte Hotel Tartüff in de hoofdstraat. Op de Kaiserplatz staat als blikvanger een zweefmolen. Grenzend aan het plein ligt de interactieve darkride Maus au Chocolat. De mascotte van het themagebied is Drago, een gouden draak. Tot en met 2009 stond op de locatie waar nu de zweefmolen staat een replica van de Brandenburger Tor.
Sinds 2020 kent het themagebied een sub-themagebied met de naam Rookburgh. Rookburgh is volledig opgetrokken in steampunkstijl. Dwars door het themagebied loopt de achtbaan F.L.Y.. Verder zijn er diverse horeca en een hotel in Rookburgh te vinden.

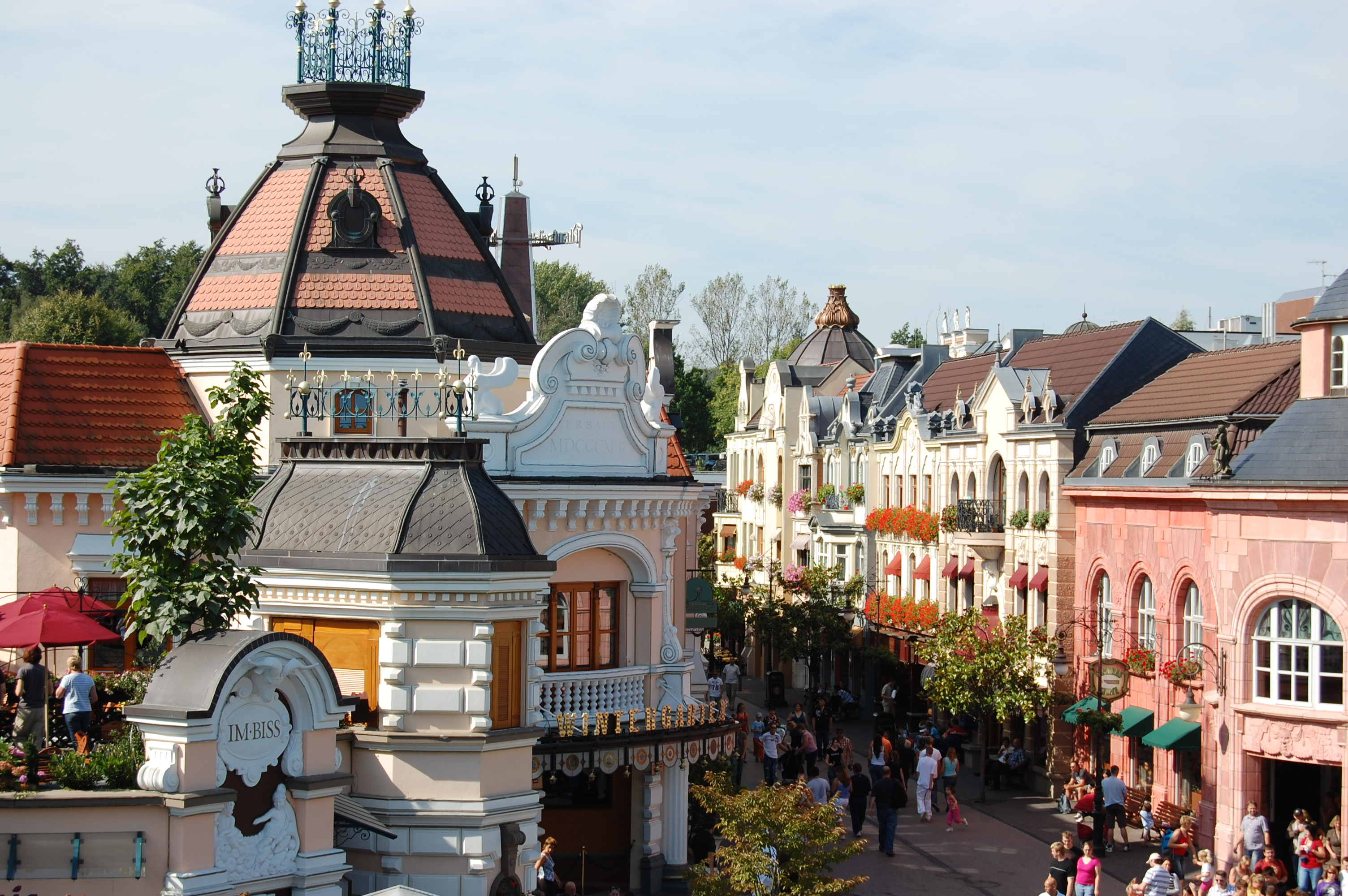
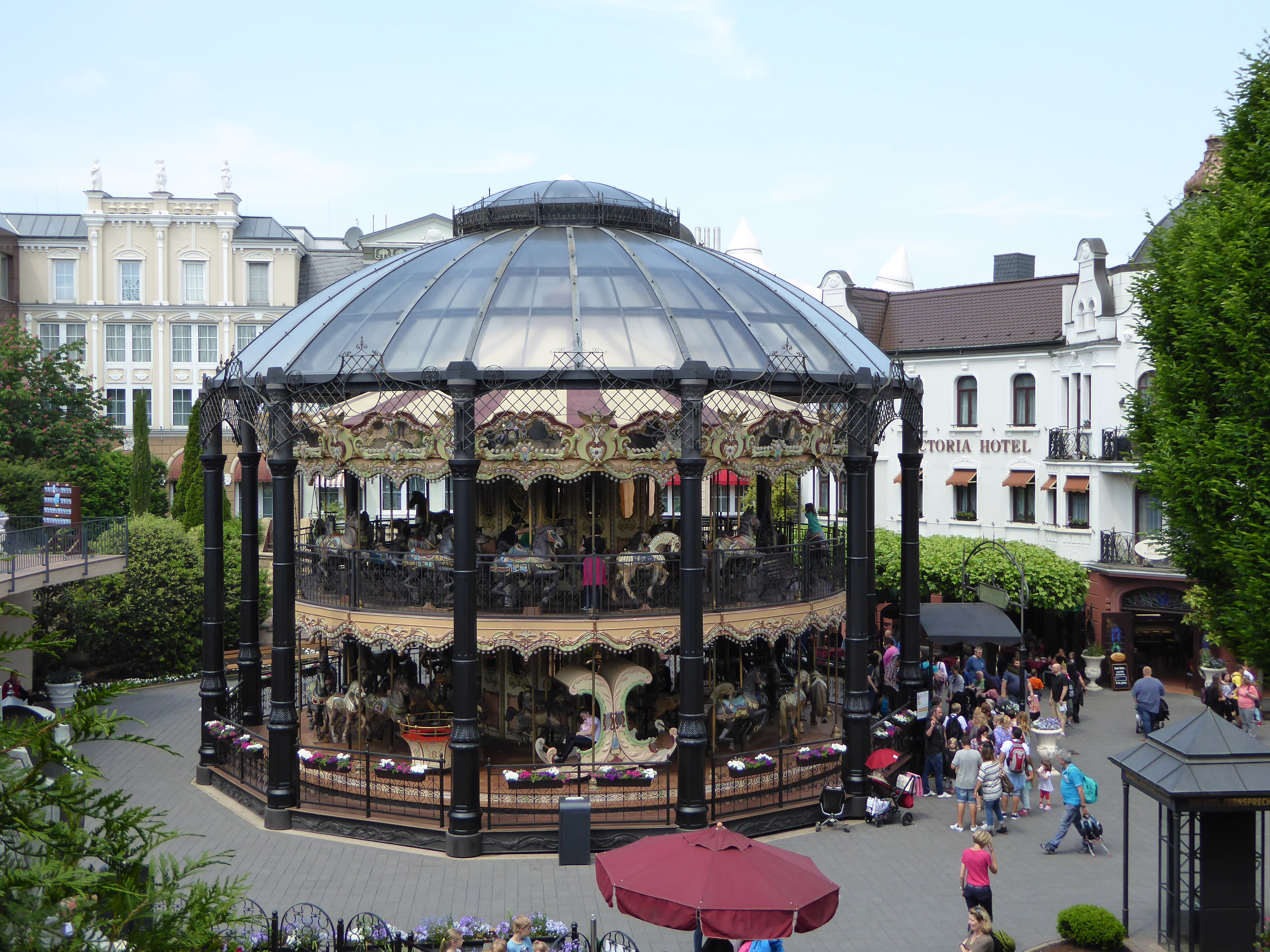
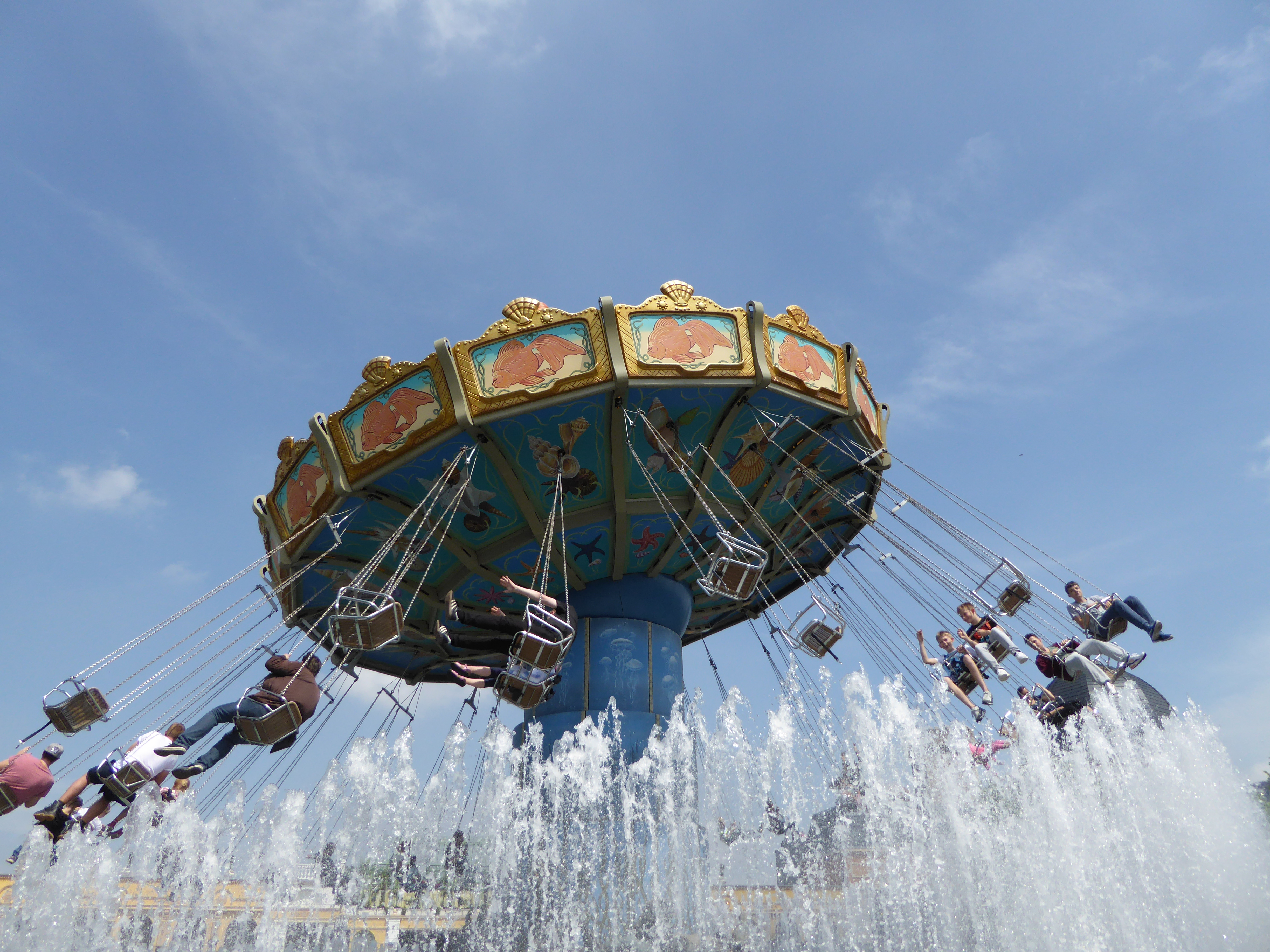
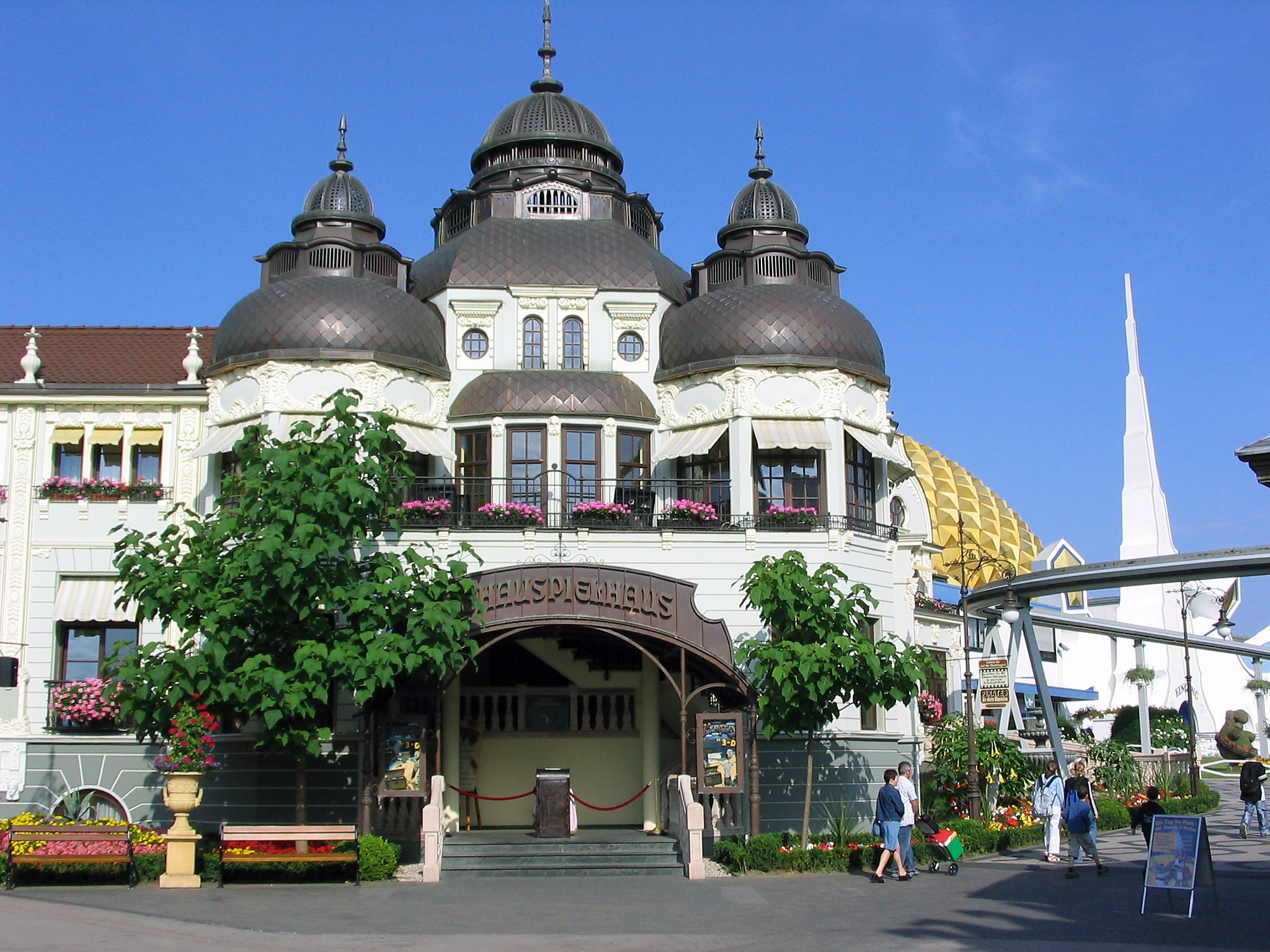
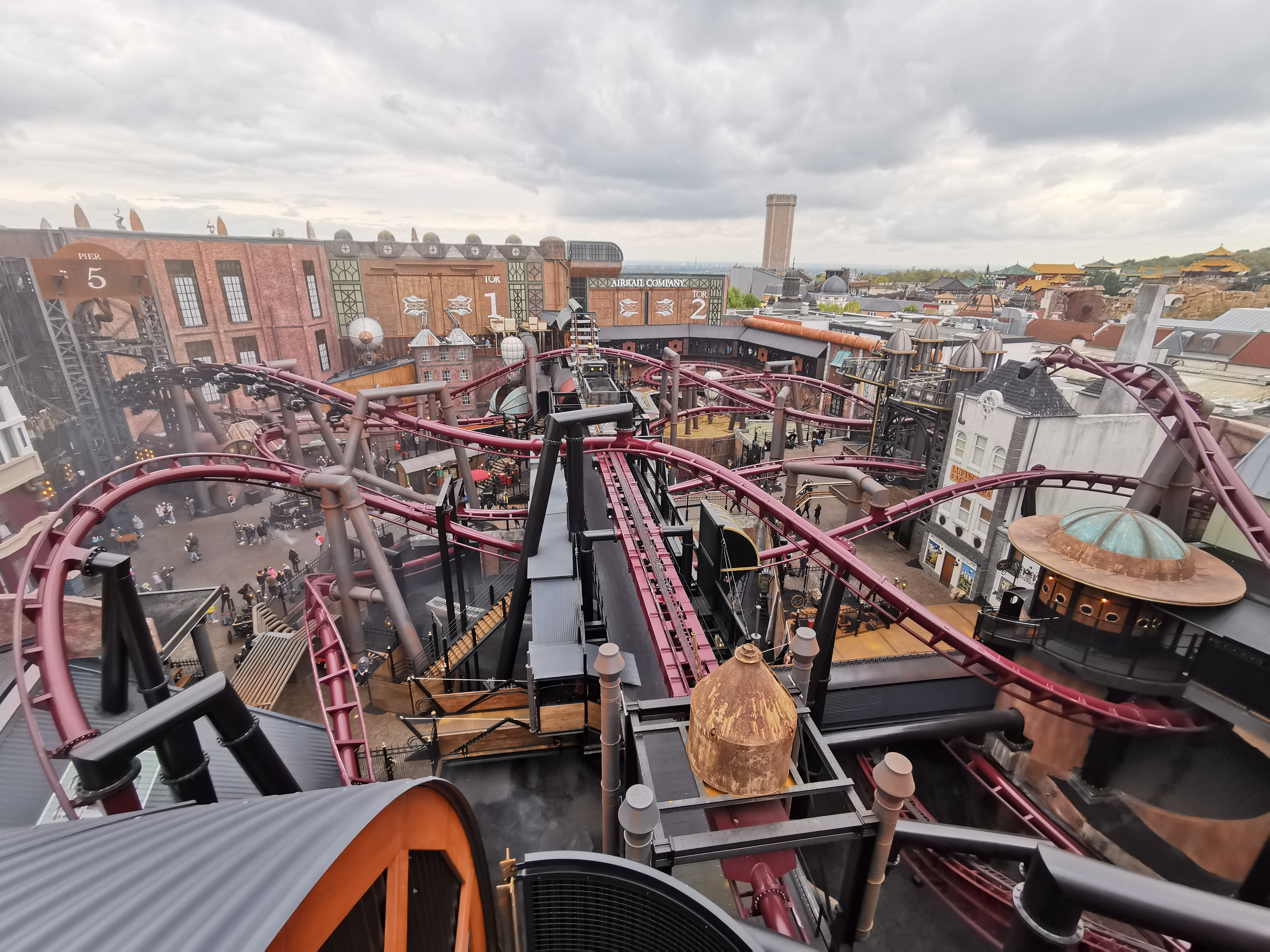

### China Town
China Town bevindt zich in het zuiden van het attractiepark grenzend aan Hotel Ling Bao. Het themagebied bestaat uit een straat en plein. Aan de straat liggen diverse horecagelegenheden waar Chinese gerechten verkocht worden. Op het plein bevindt zich een openluchttheater, waar dagelijks geregeld optredens gegeven worden. Verder staan er diverse winkels en zijn er tempels, Chinese tempelleeuwen en pagodes te vinden. Aan het plein bevindt zich een Chinese tempel. In de tempel bevindt zich de madhouse Feng Ju Palace in. Voordat deze attractie hierin was gehuisvest, was de tempel een theater. Onder het themagebied bevindt zich de darkride Geister Rikscha: een omnimoverattractie omtrent de Chinese mythologie. De mascotte van het themagebied is de draak Wang.

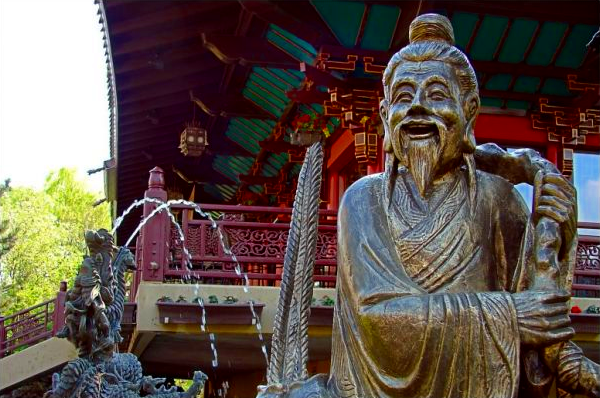
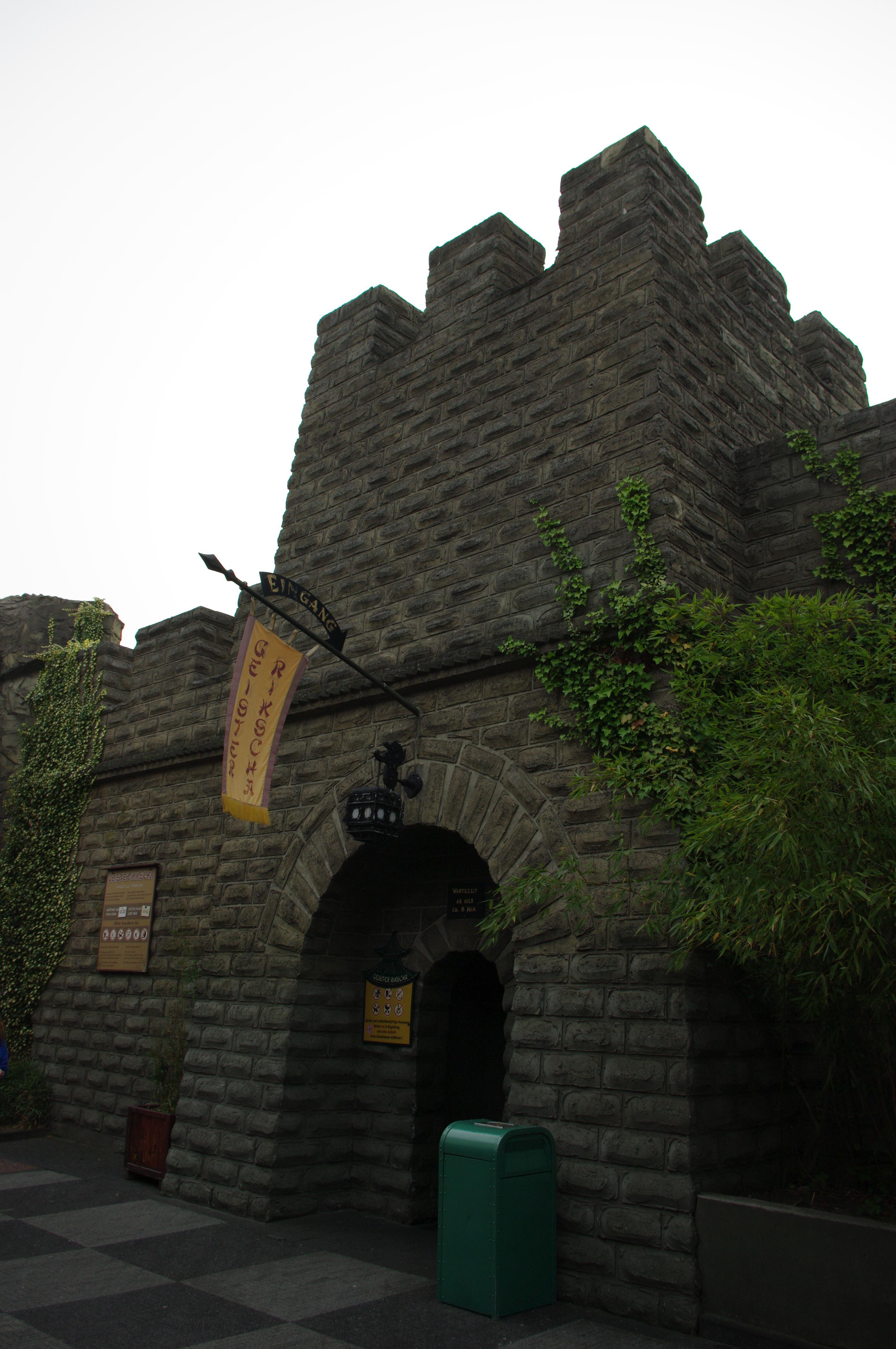
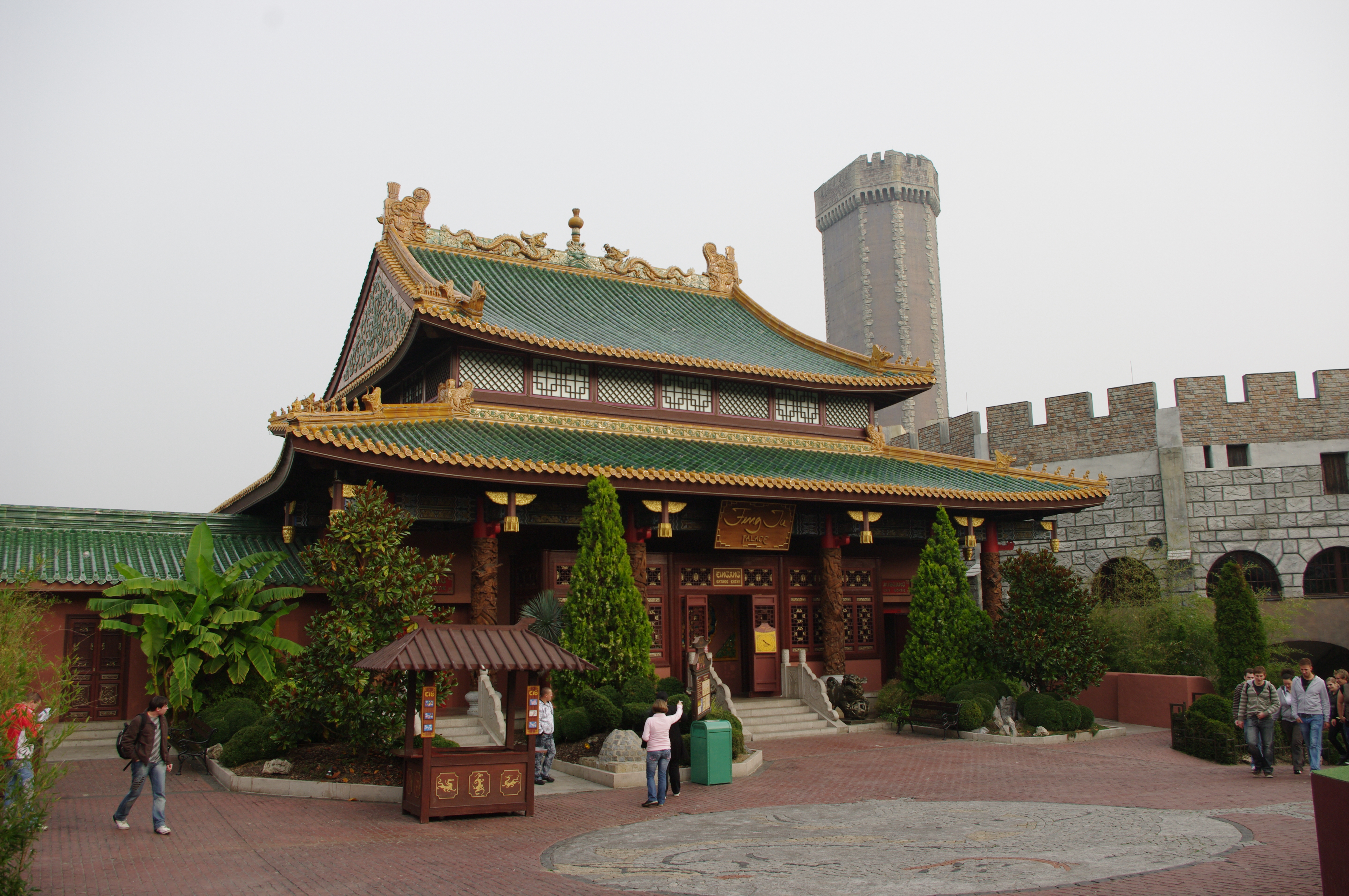

### Deep in Africa
Dit themagebied bevindt zich in het zuidwesten van het attractiepark op de voormalige parkeerplaats voor personeel tegen Hotel Matamba. Het themagebied is gedecoreerd als een Afrikaans dorp. Diverse bebouwing is te bezoeken en doet dienst als horeca of winkel. Blikvanger is de omgekeerde achtbaan Black Mamba. Het traject voert dwars door het themagebied.

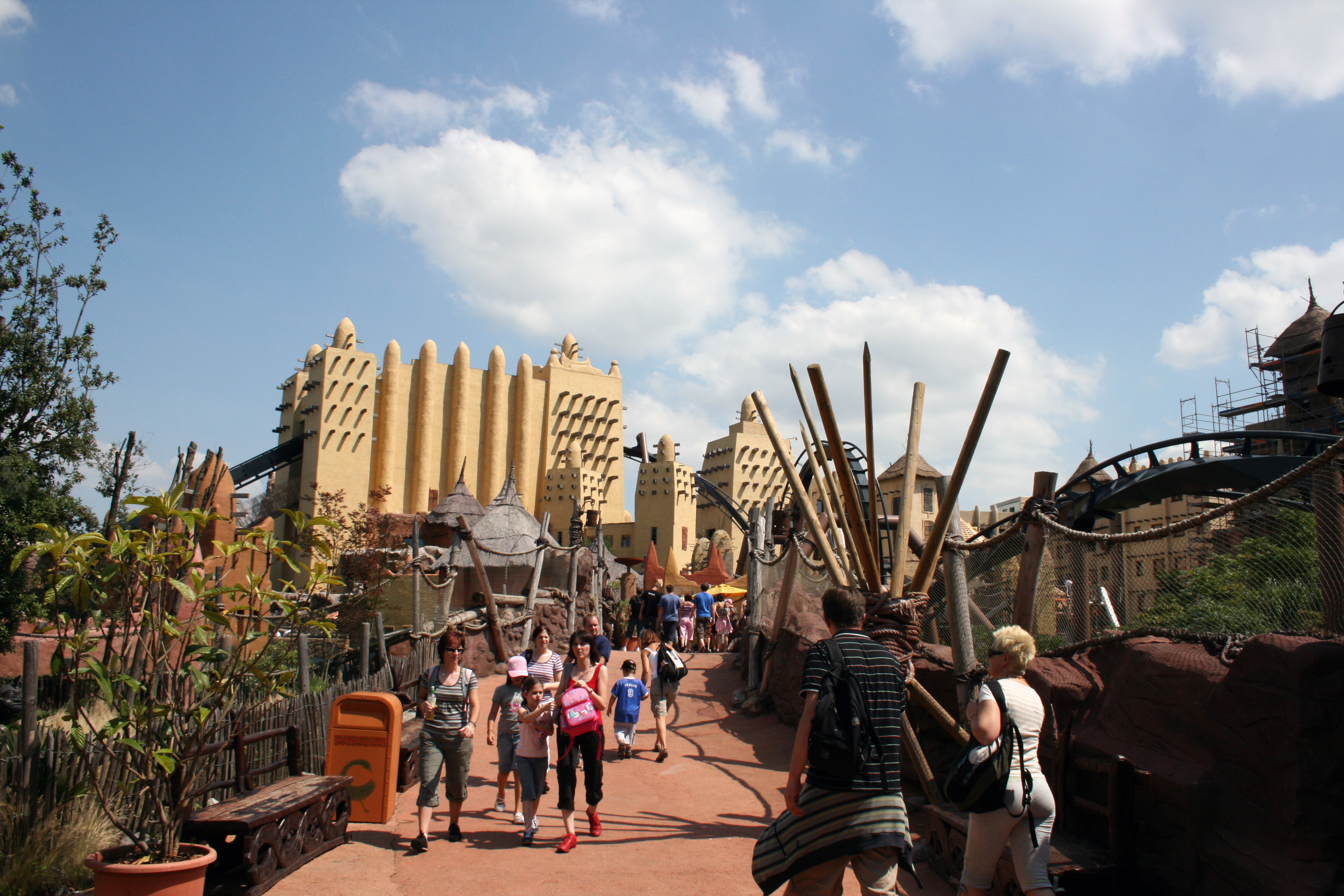
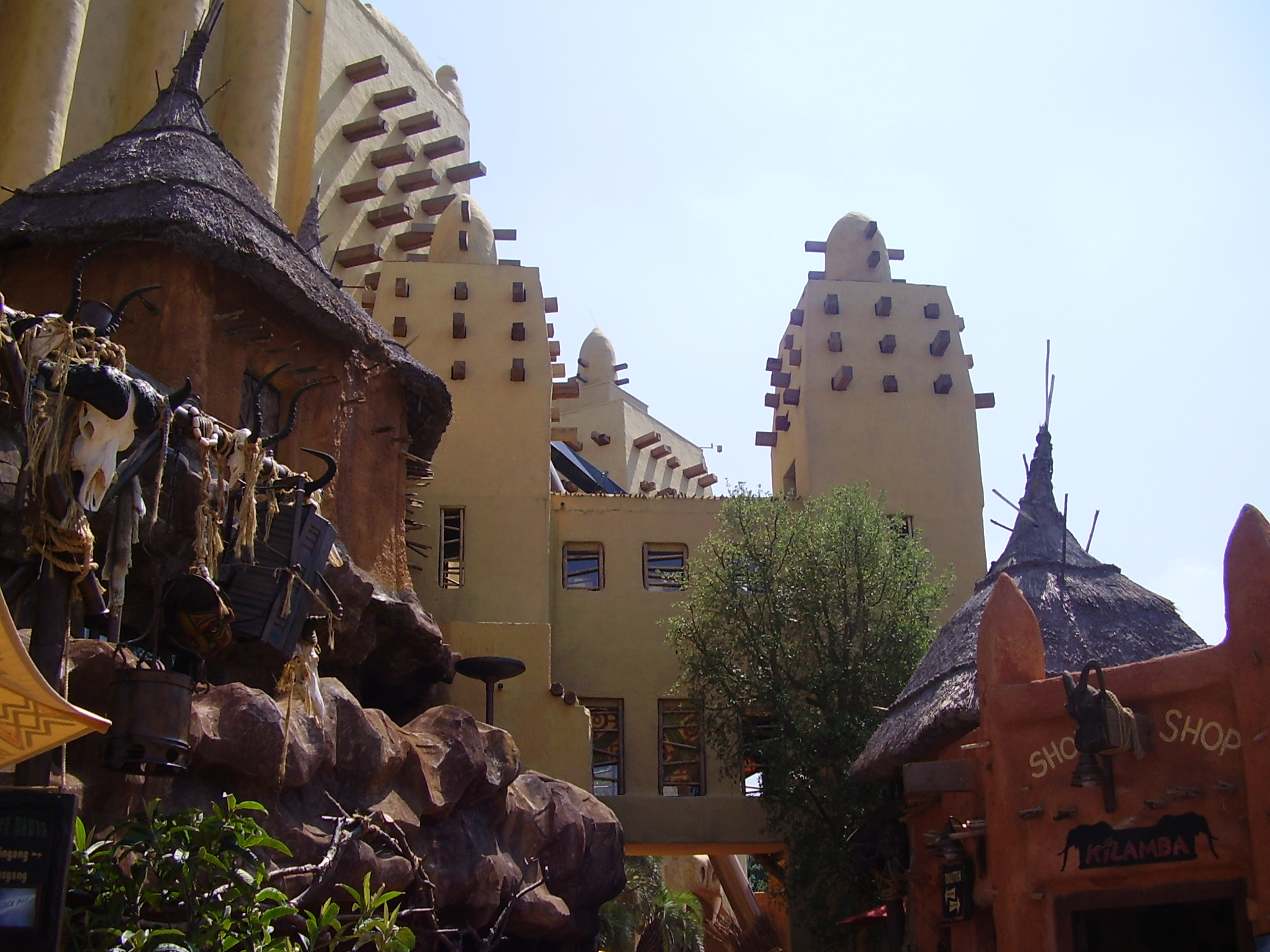
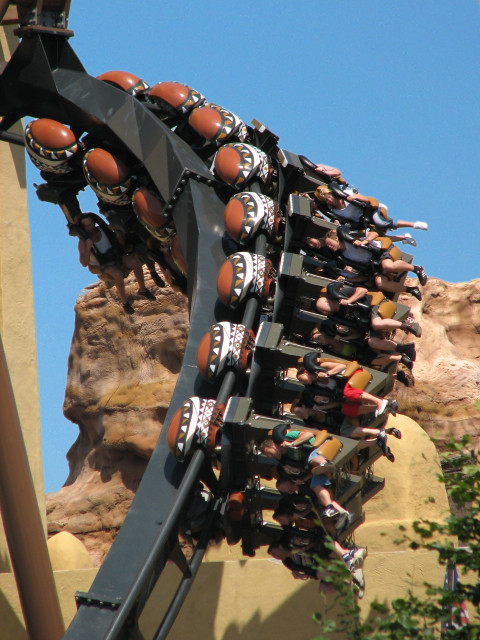

### Fantasy
Het themagebied Fantasy bevindt zich in het noorden van het attractiepark en is deels overdekt. Een deel van het themagebied bestaat uit Wuze Town. Dit deel draait om het fictieve volk de Wuzen. Het overdekte gedeelte van Wuze Town is uit 2002. Later werd Wuze Town uitgebreid rondom de vijver. Wuze Town bestaat uit diverse attracties zoals Winja's Fear & Winja's Force, Wakobato en Tittle Tattle Tree. Buiten Wuze Town ligt een grote opvallende loods. In de loods bevindt zich de attractie Crazy Bats. In 2024 opende het park een nieuwe attracte, een binnenspeeltuin: Avoras.

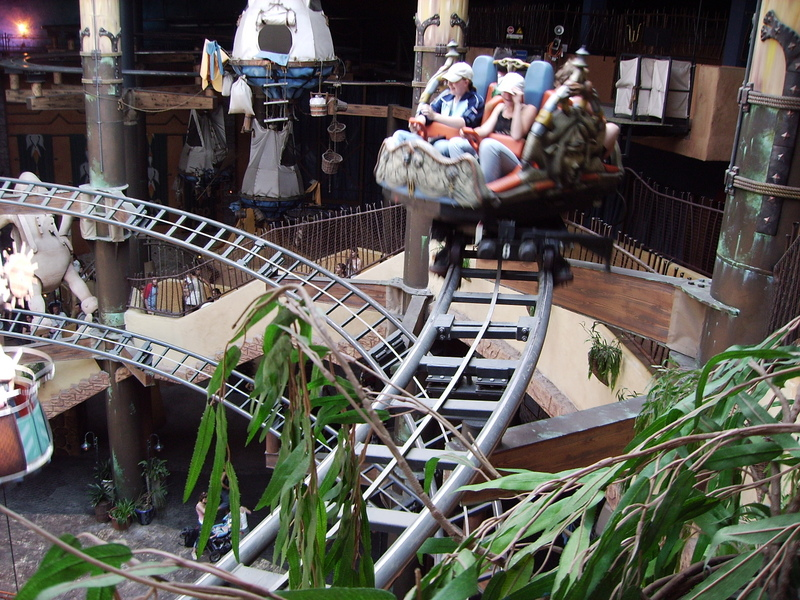
Winja's Fear & Winja's Force
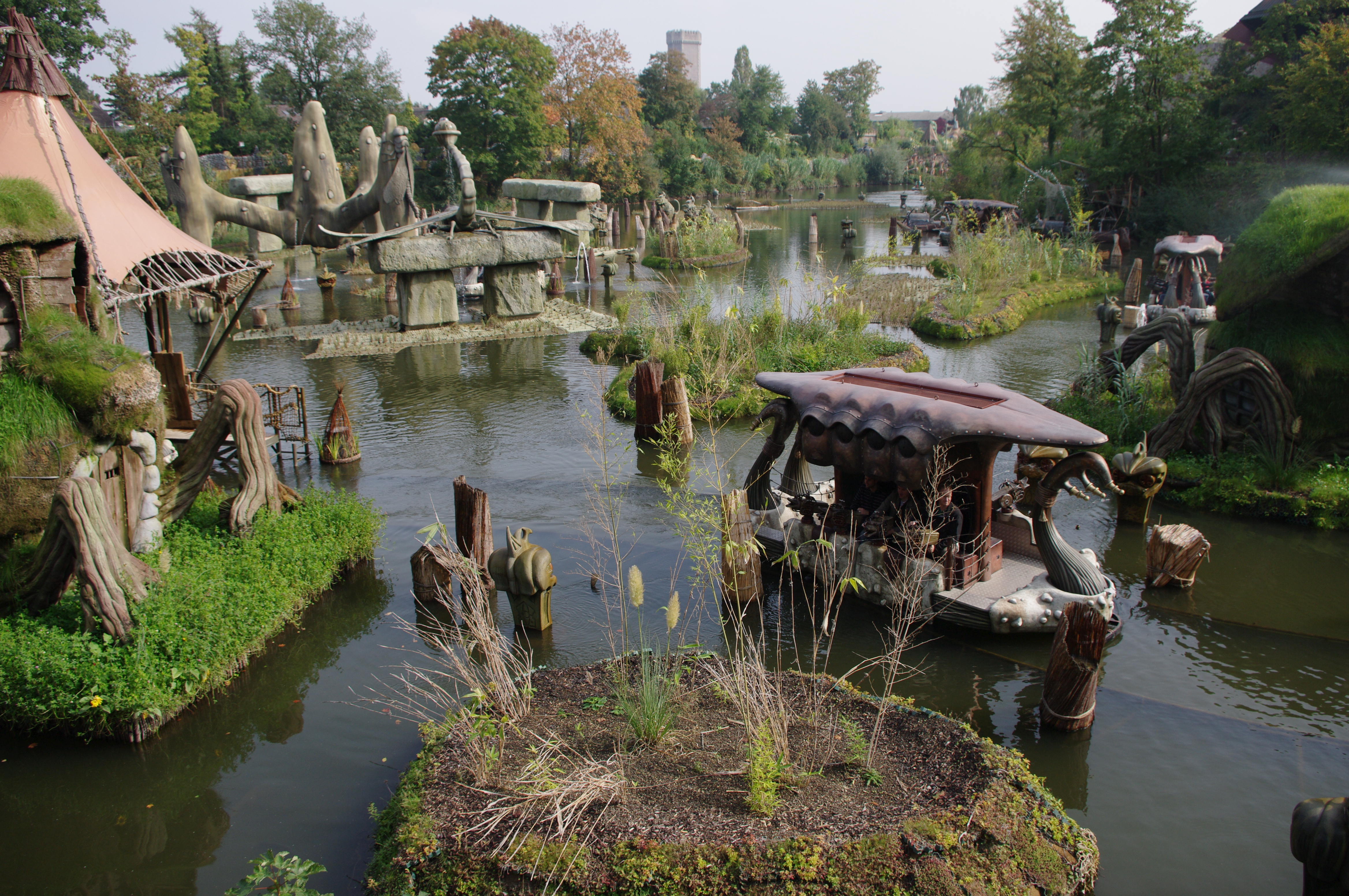
Wakobato
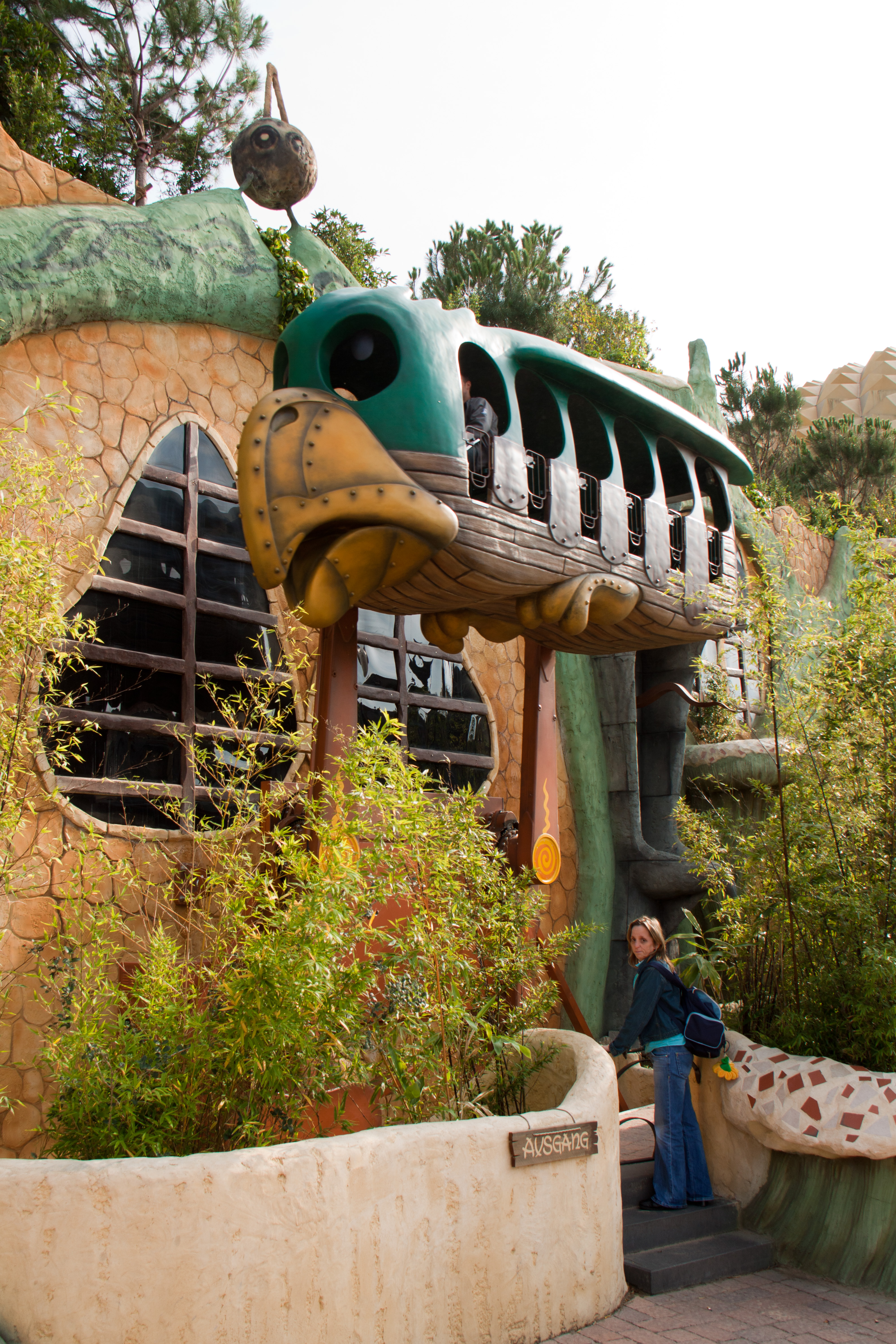
Der lustige Papagei

### Mexico
Het themagebied Mexico bevindt zich centraal gelegen in het attractiepark. Het bestaat grofweg uit twee delen. Het ene deel is gedecoreerd als een Mexicaans dorp en grenst aan de attractie Chiapas. In de bebouwing in Mexicaanse architectuur bevinden zich winkels en horeca. Het andere deel bestaat grotendeels uit rotsformaties waarin zich de Colorado Adventure bevindt. De rotsformaties zijn in werkelijkheid loodsen en staalconstructies waar aan de buitenzijde platen aangebracht zijn. Verder vindt men in het themagebied de attractie Talocan. De mascotte van het themagebied is Quetzal, een gevleugelde slang.

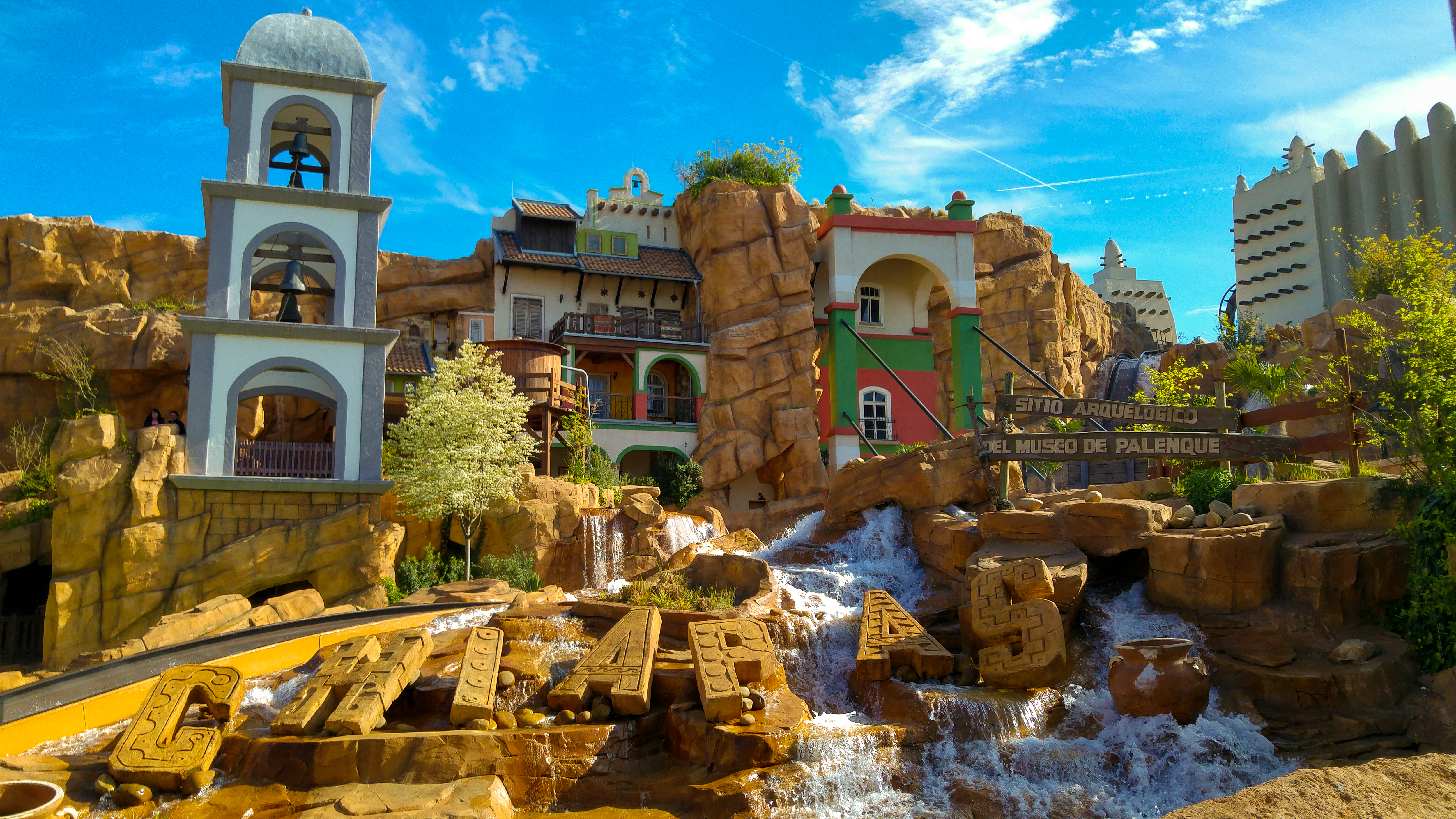
Chiapas
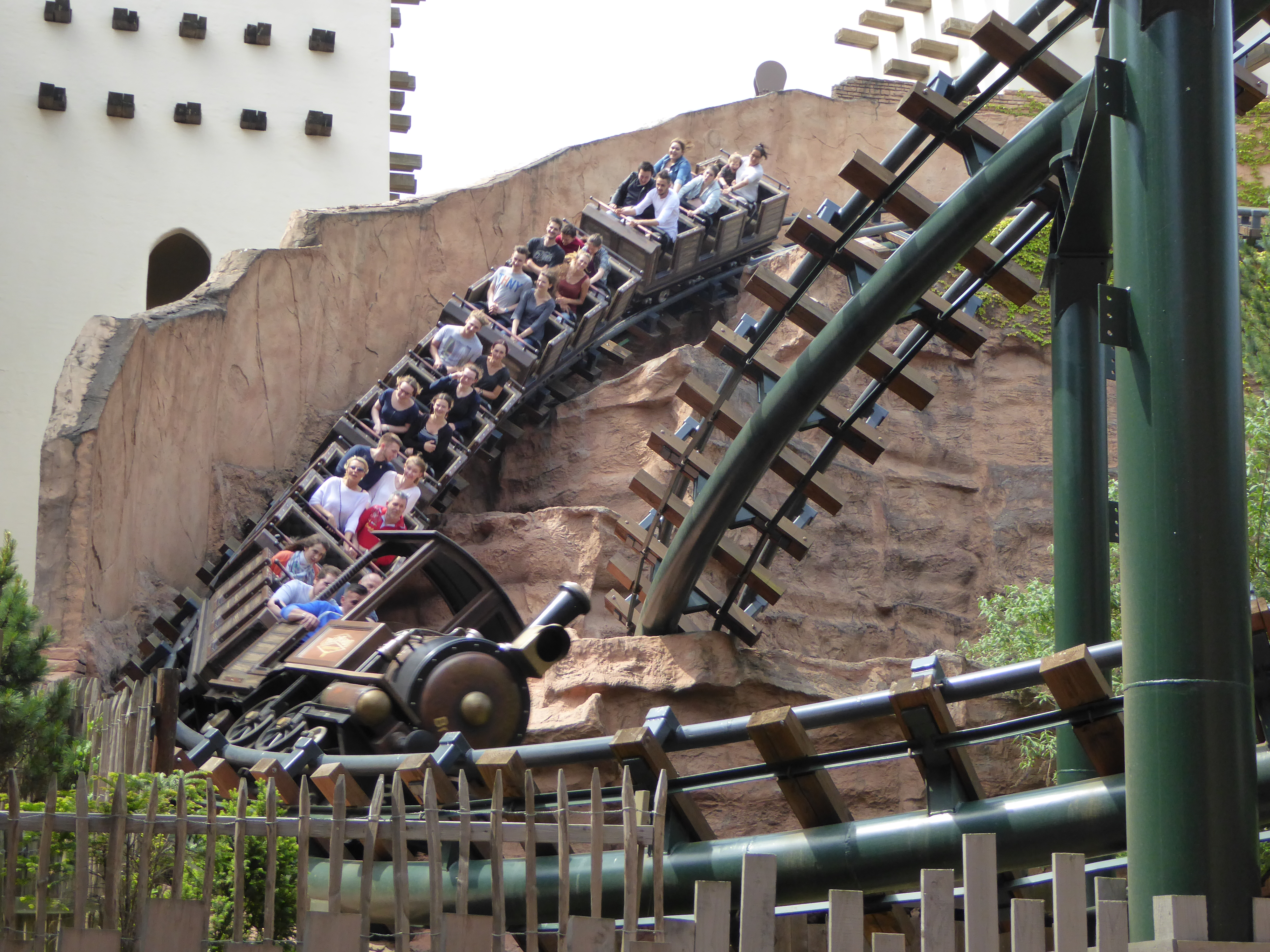
Colorado Adventure
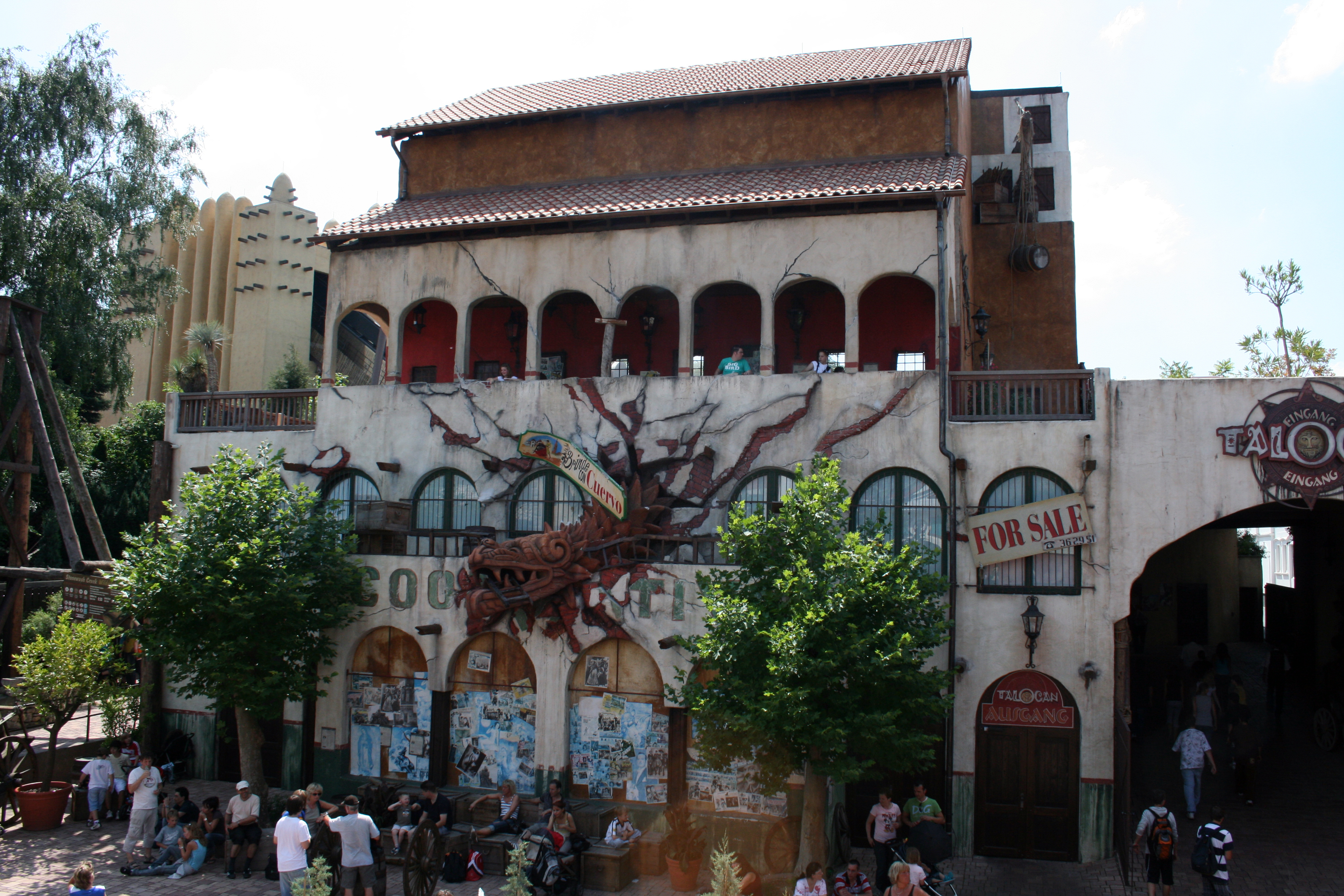
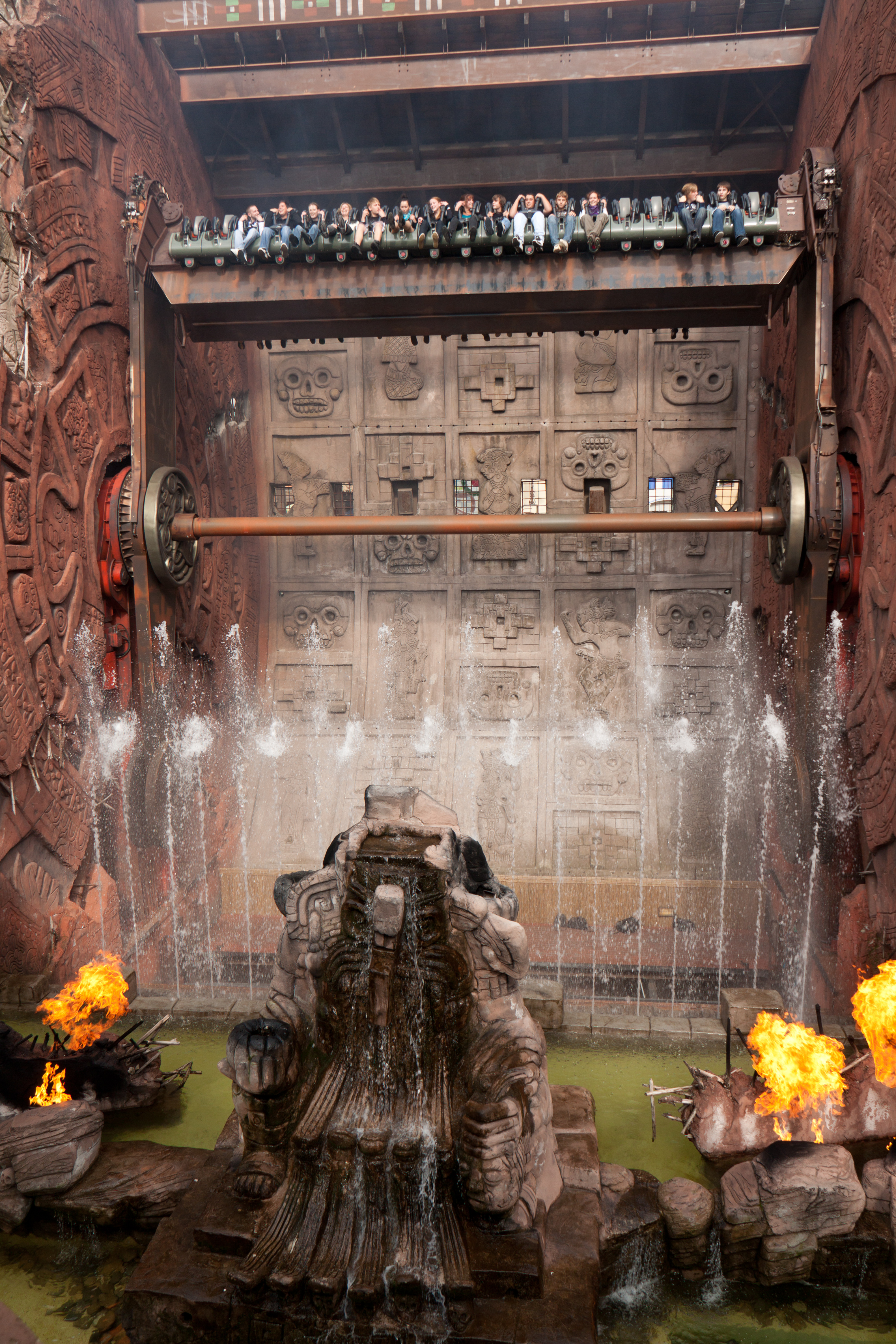
Talocan

### Mystery
Het themagebied Mystery bestaat grofweg uit twee delen. Het eerste deel bestaat uit 'kasteelachtige' bebouwing met als blikvanger de toren van de attractie Mystery Castle. Het tweede gedeelte heet Klugheim en staat in het teken van de Noorse mythologie. Klugheim oogt als een grote kuil met aan beide zijden hoge muren. Deze muren zijn gedecoreerd als puntige rotsformaties. Architectonisch geeft dit het idee alsof de rotsen uit de grond schieten. Hiertussen bevinden zich twee achtbanen: Taron en Raik. Beide achtbanen kruisen elkaar en rijden rakelings langs diverse bebouwing waarin zich winkels en horeca bevinden.

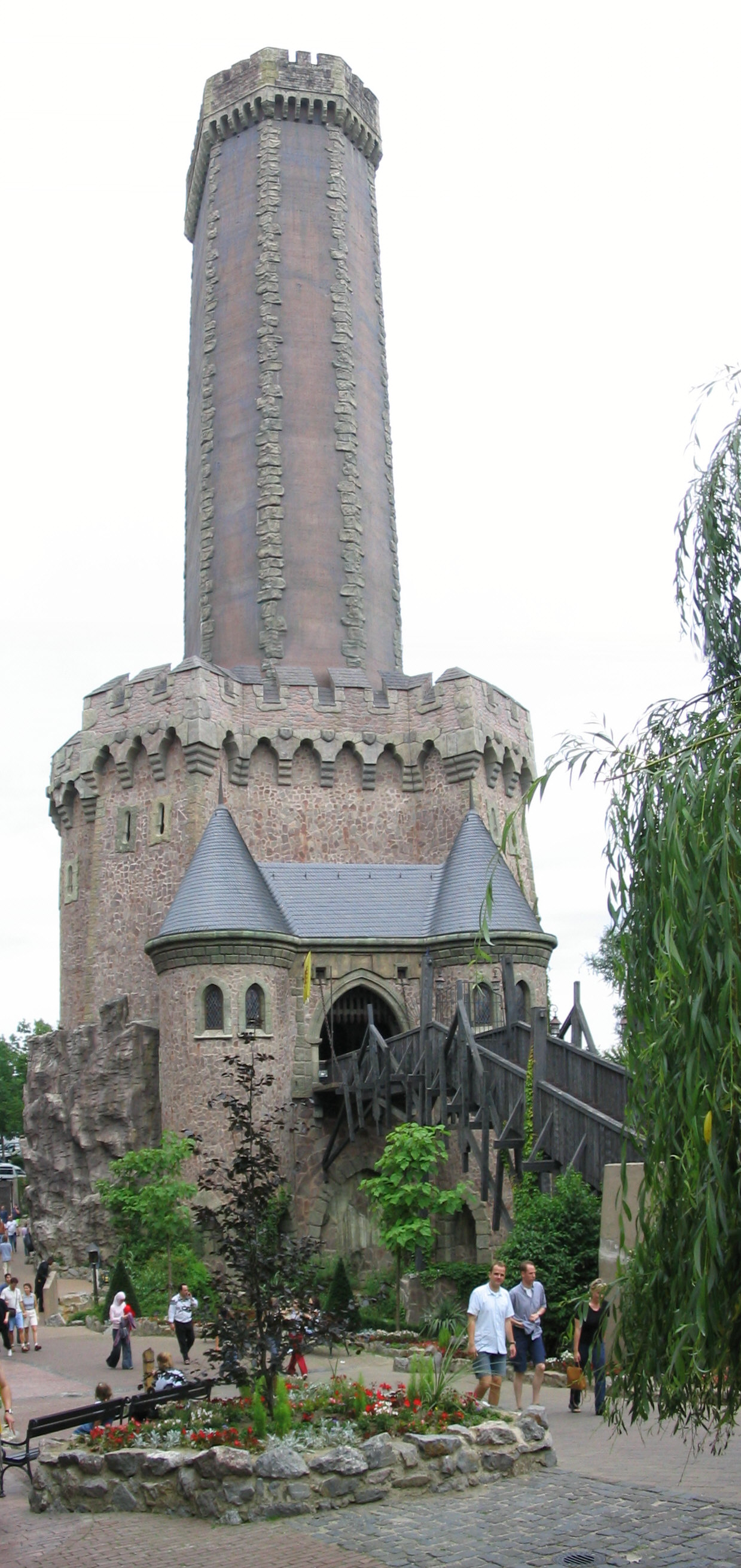
Mystery Castle
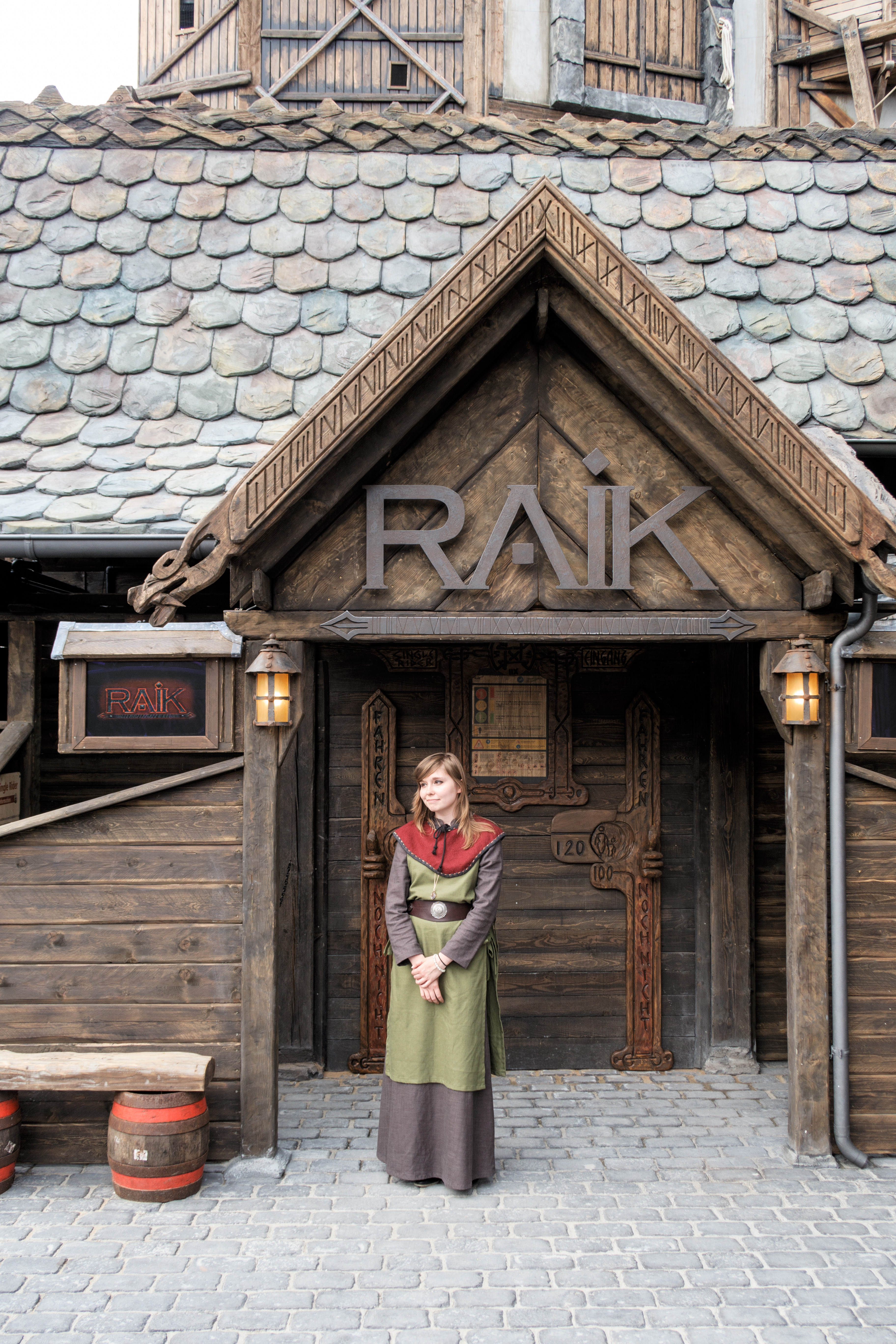
Entree van de achtbaan Raik.
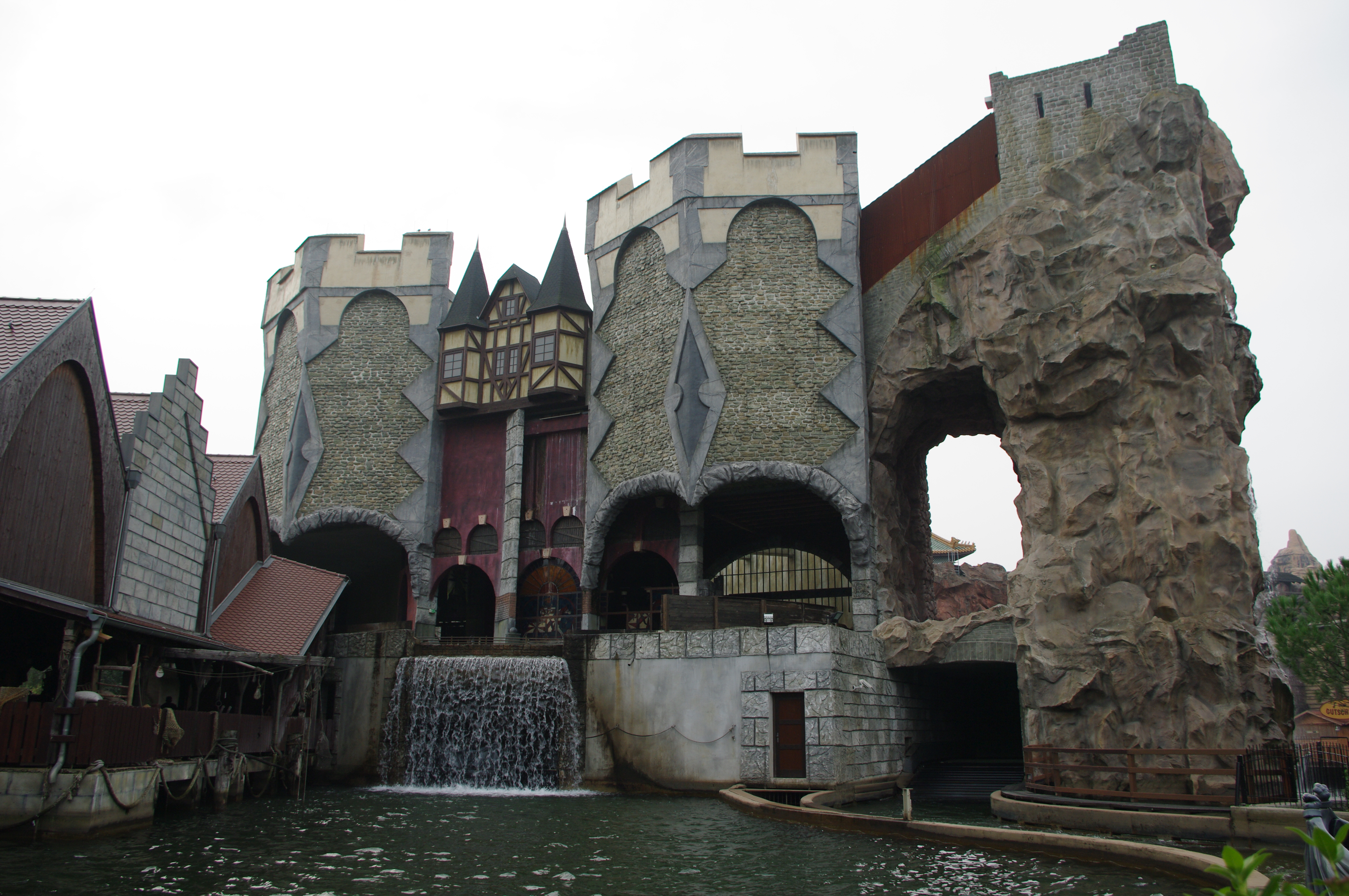
River Quest
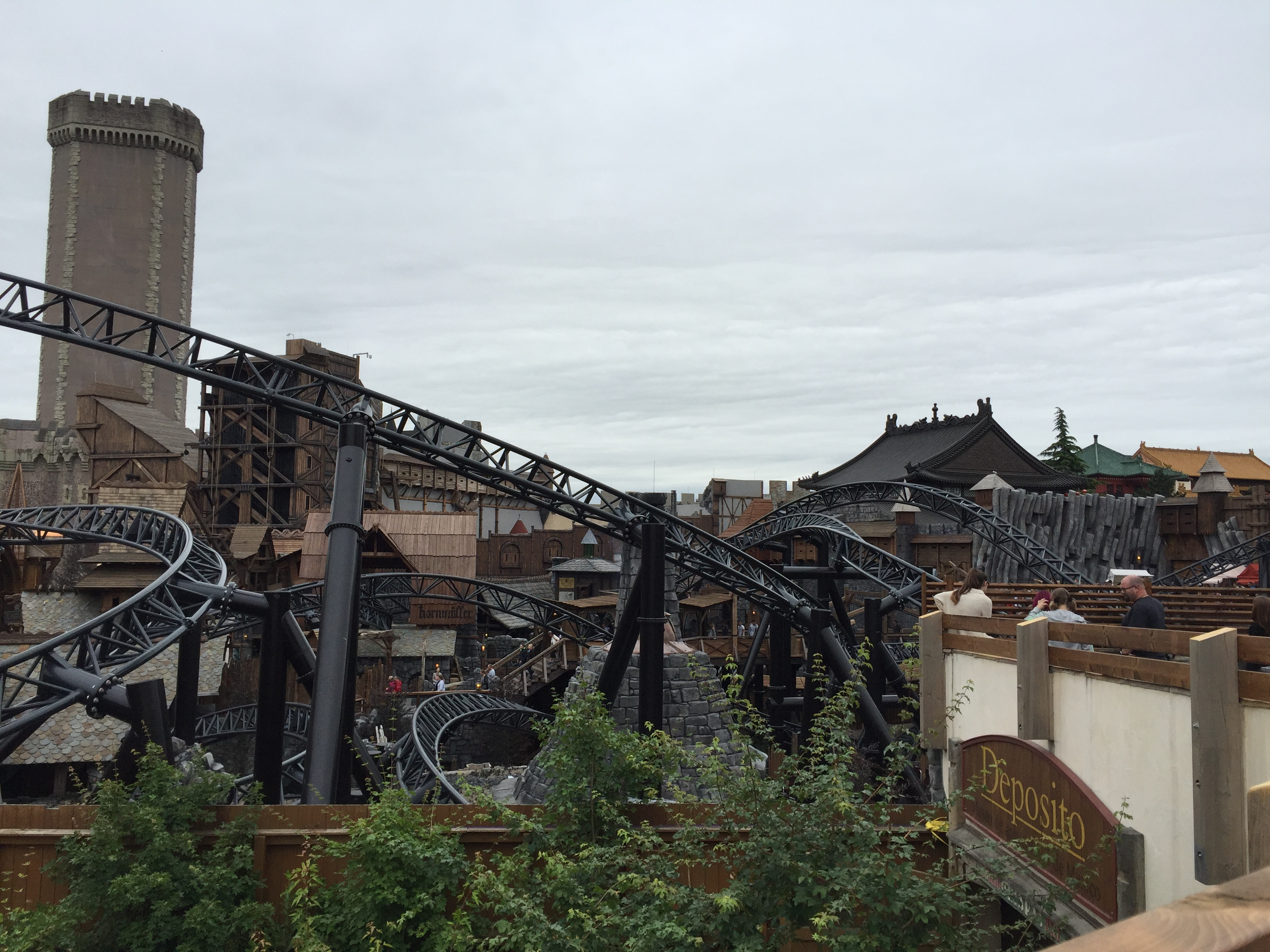
Blik op Klugheim
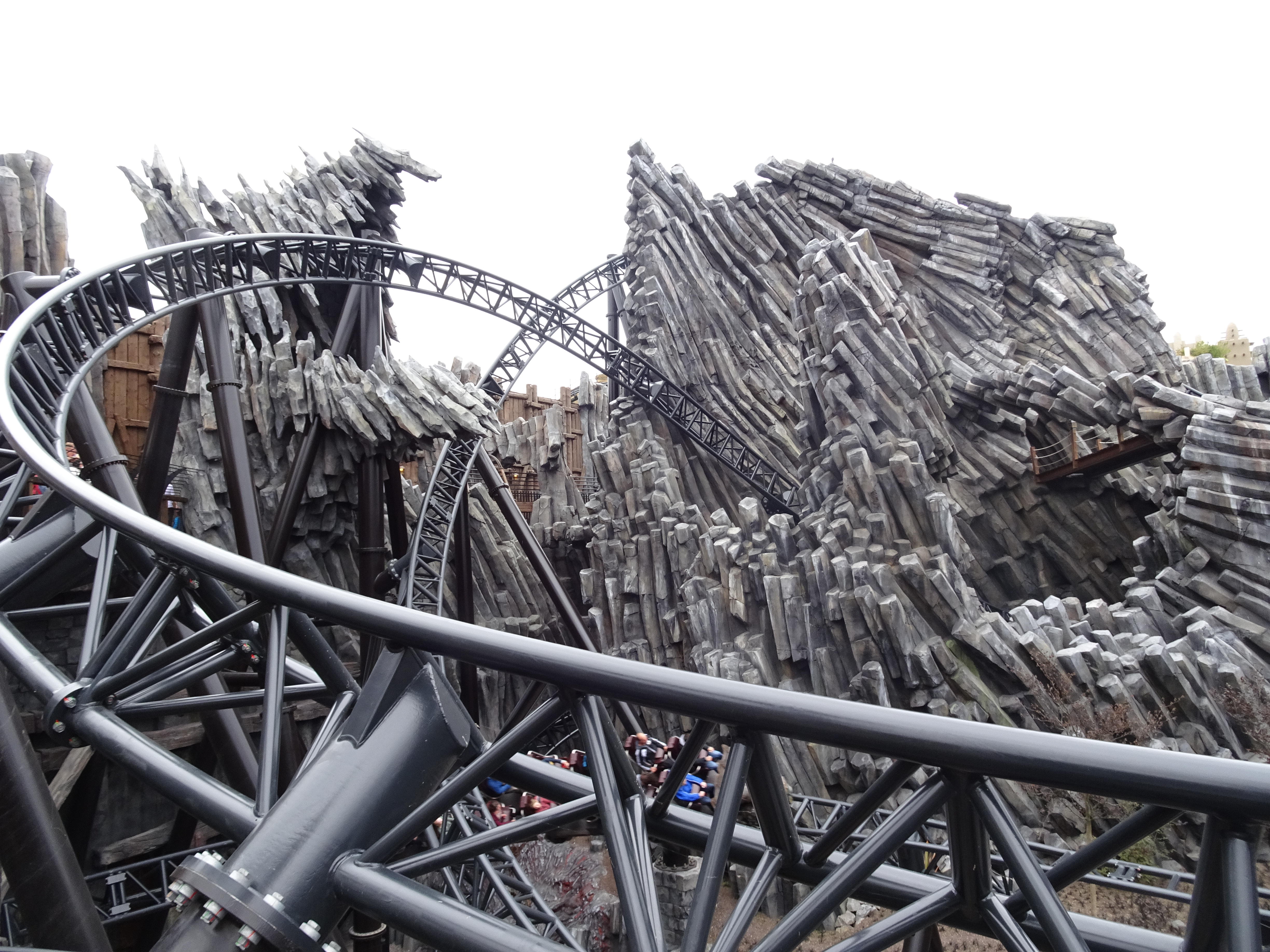

## Accommodatie

### Hotel Ling Bao

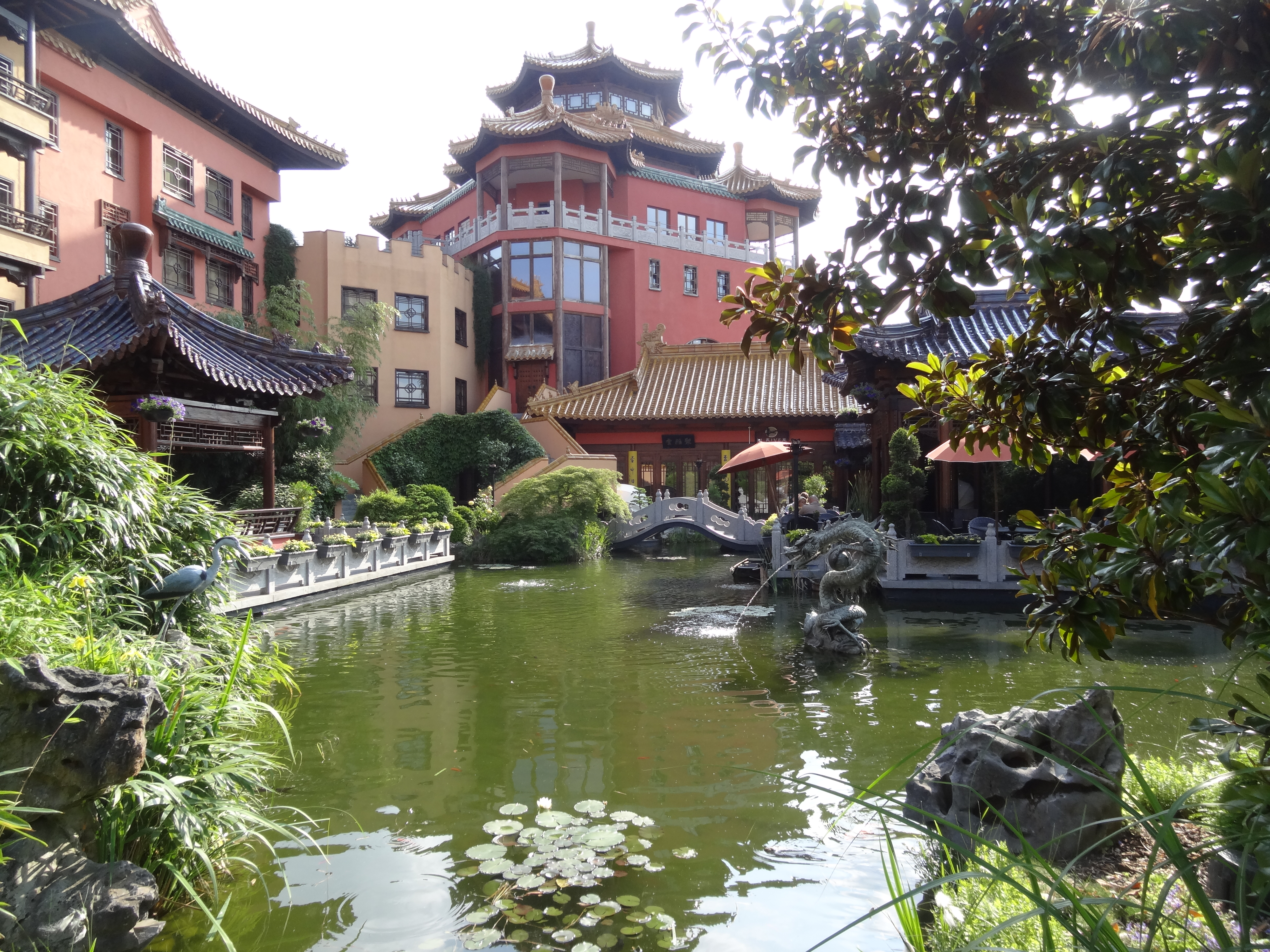
Exterieur

Hotel Ling Bao was het eerste hotel van het attractiepark. Het opende zijn deuren in 2003 onder de naam Hotel PhantAsia. Het grenst aan het themagebied en is volledig gedecoreerd in Chinese stijl. In de tuin van het hotel bevindt zich een zwembad.

### Hotel Matamba

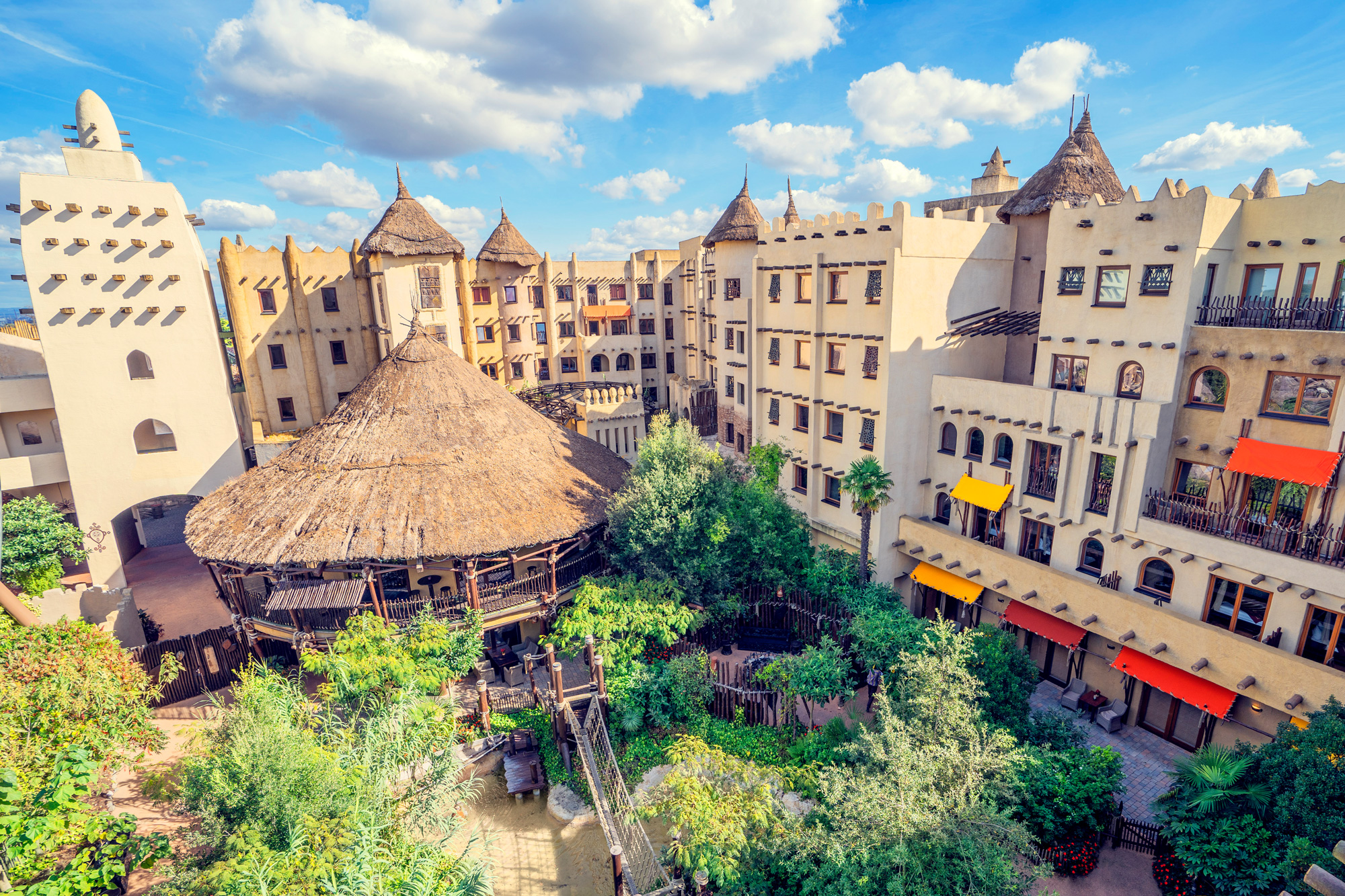
Exterieur

Hotel Matamba ging in 2008 open als tweede hotel van Phantasialand. Het hotel grenst aan het themagebied Deep in Africa dat twee jaar eerder gerealiseerd werd. Het hele hotel is gebouwd en ingericht naar een stijl die doet denken aan het continent Afrika. In de tuin van het hotel bevinden zich diverse tropische planten.

### Hotel Charles Lindbergh
Hotel Charles Lindbergh opende in 2020 tezamen met het subthemagebied Rookburgh en grenst aan de parkgrens in het westen. De naam van het hotel is een verwijzing naar de Duitse luchtvaartpionier Charles Lindbergh. Dit leidde tot verontwaardiging vanuit onder meer het Centrum Informatie en Documentatie Israel, omdat hij openlijk een nazi-sympathisant was.
Het hotel is gebouwd in steampunkstijl. De entree van het hotel kenmerkt zich door een voorgevel die eruitziet alsof het aan het roesten is. De langwerpige kamers zijn gedecoreerd als de binnenzijde van een vliegtuig en bieden plaats voor maximaal twee personen.

## Inspiratie
Phantasialand heeft zich tijdens het ontwerpen diverse keren laten inspireren door andere attractieparken. Voorbeelden hiervan zijn:
- Colorado Adventure is gebaseerd op de Disney-attractie Big Thunder Mountain Railroad.
- Bij het ontwerp van een aantal scènes in de darkride Geister Rikscha heeft men zich laten inspireren of de Disney-attractie Haunted Mansion.
- Maus au Chocolat is qua opzet exact hetzelfde als Toy Story Midway Mania!. Beiden hebben dezelfde fabrikant voor het transportsysteem.[17]

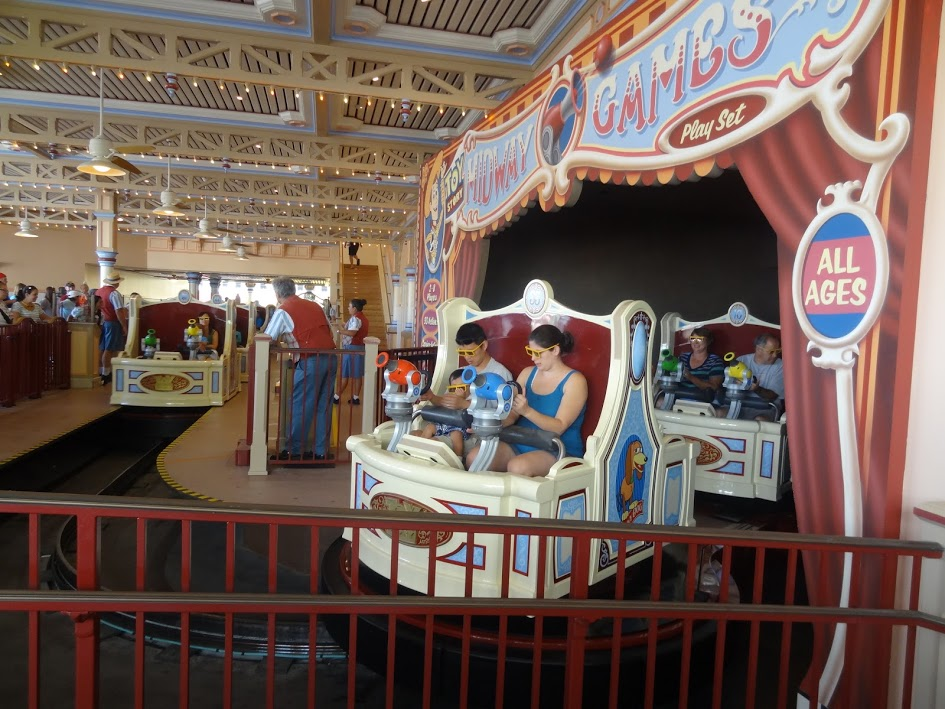
Toy Story Midway Mania!
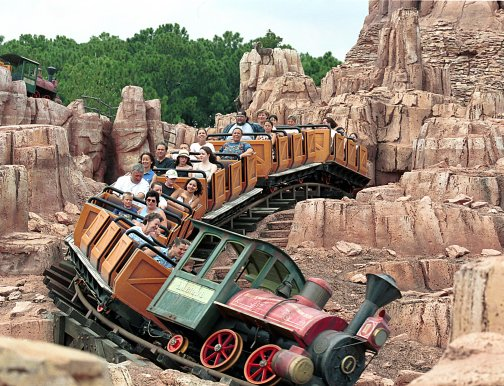
Big Thunder Mountain Railroad

## Infrastructuur

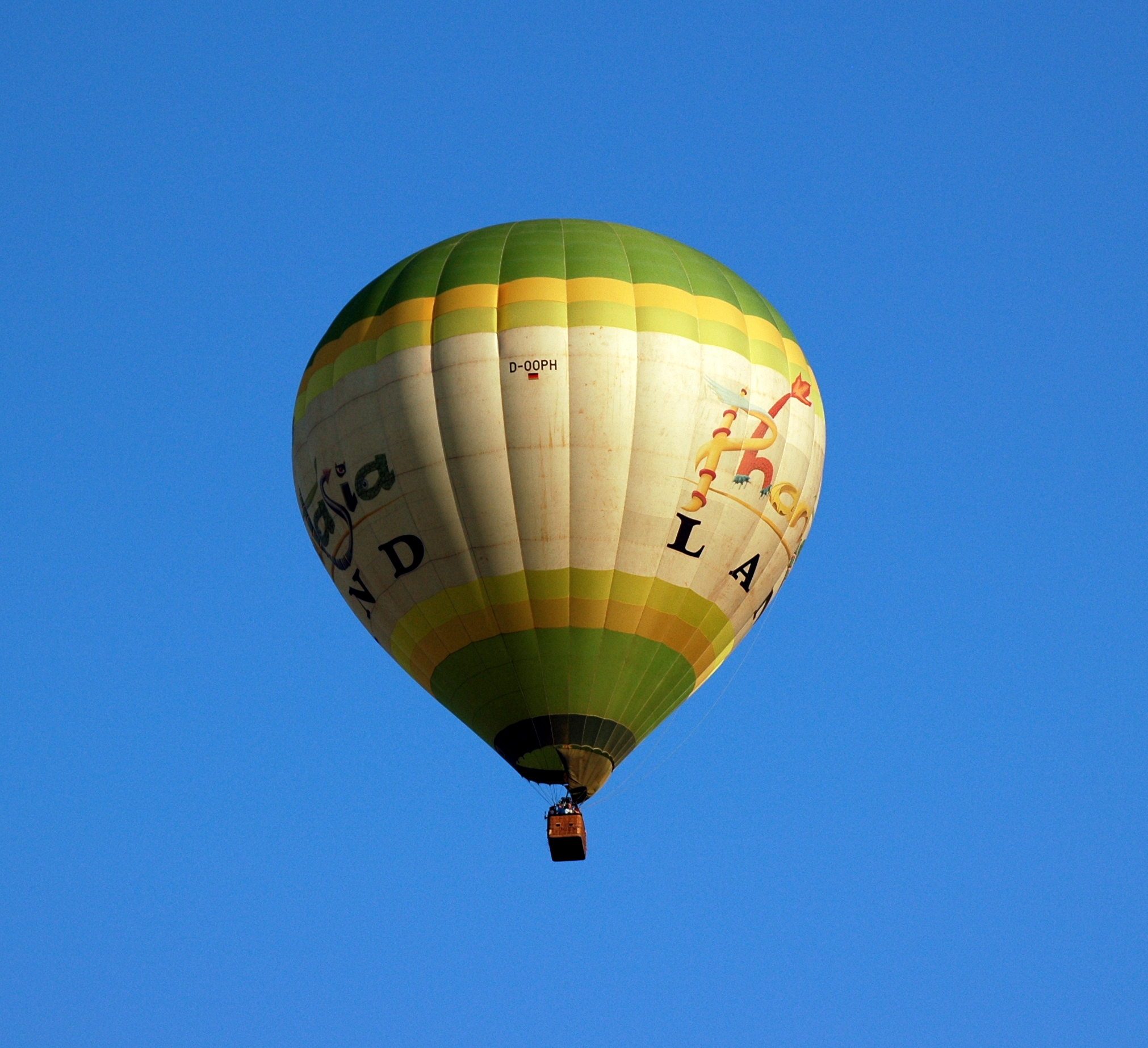
Luchtballon met het logo van het attractiepark

Phantasialand grenst aan bundesautobahn 553. De doorgaande weg vanaf de dichtstbijzijnde afslag tot aan het attractiepark is vernoemd naar het attractiepark: Phantasialandstraße. Rondom het attractiepark bevinden zich diverse parkeerterreinen. Onder het attractiepark ligt een tunnel waarin zich de Lenterbachweg bevindt. Dit is een lokale weg naar de parkeerterreinen van het attractiepark en het zuidoosten van Brühl. Vlak bij het attractiepark bevindt zich bushalte Brühl Berggeiststraße.
Het attractiepark werkt samen met een commercieel bedrijf dat tochten met luchtballonnen organiseert. Een van de ballonnen draagt op de ballon het logo van Phantasialand. In de luchtballon is plaats voor veertien reizigers.

## In populaire cultuur
In het themagebied Rookburgh speelt het Suske en Wiske-album De Rookburgh Rookies zich af. In dit album dat op 3 mei 2023 is verschenen moeten de vrienden het gebied redden van de gemene An Traciet die hier haar fortuin verdient door aan de rijke inwoners stoom te verkopen die wordt opgewekt uit een vieze goorkoolcentrale waar de armen in ongezonde omstandigheden werken. Van dit album is in het park een speciale Phantasialand-editie verkrijgbaar. Deze is te koop in de winkel "Haus der 6 Drachen" en heeft een andere cover dan het originele album.